# 吉田拓郎
吉田 拓郎（よしだ たくろう、1946年〈昭和21年〉4月5日 - ）は、日本のフォークシンガー、シンガーソングライター、音楽プロデューサー、俳優。本名同じ。旧芸名は平仮名のよしだたくろう。鹿児島県伊佐郡大口町（現在の伊佐市）生まれ 、広島県広島市育ち。

## 人物
竹田企画（事務所）、avex trax（レコードレーベル）に所属。フォーライフ・レコードの第2代社長を務めた。楽曲提供者としては入江剣のペンネームを用いることがある。
妻は森下愛子（1986年結婚）。元妻は四角佳子（1972年 - 1975年）→浅田美代子（1977年 - 1984年）。
日本のシンガーソングライターの草分け的存在であり、1970年代初頭、マイナーであったフォークとロックを、日本ポップス界のメジャーに引き上げた歌手である。また、大規模ワンマン野外コンサート、ラジオの活性化、CMソング、コンサートツアー、プロデューサー、レコード会社設立などのパイオニアとして、日本ポピュラーミュージック史において特筆すべき役割を果たした。日外アソシエーツ『ポピュラー音楽人名事典』は、「ニューミュージックを代表する音楽家」と掲載している。2000年2月号の日経エンタテインメント!の特集「J-POPの歴史をつくった100人」で、“J-POPの開祖”と記される。

### 私生活・結婚
1972年6月、長野県軽井沢の「聖パウロ教会」で四角佳子と結婚式を挙げた。拓郎は当時、芸能マスコミに寄り添う気持ちは毛頭もなかったことから、軽井沢に大勢押し寄せたマスコミに対して大変な状況だったといわれる。
1975年、浅田美代子との不倫報道が出たことで、「週刊誌にウソを書かれる前に自分の口で伝えたい」と、1975年9月『吉田拓郎のオールナイトニッポン』生放送で、当時の妻・四角佳子に対し、「好きな女だが、共に暮らしていくのは耐えられない」などと一方的な離婚宣言。当時このような大事な話をタレントがマスメディアに事前に伝えないことは有り得ず、ニッポン放送にマスメディアが押し寄せ、拓郎とマスメディアが罵り合い、拓郎が「あんたら地獄へ行くよ」と罵声を浴びせ、大きな騒動となり、番組は打ち切りになった。1977年に浅田と再婚。
1983年6月、女優・森下愛子との不倫騒動が流れ、同年10月に浅田が芸能界へ復帰した際は、共に自身2度目の離婚を否定していた。しかし翌1984年8月、浅田との協議離婚を発表した。
1986年12月に森下と2度目の再婚。

## 来歴

### 生い立ち
父親・吉田正廣が朝鮮総督府で農林官吏として勤務したため、吉田家は戦前、朝鮮京城（現在のソウル特別市）で暮らした。長女は小学校1年の時、病気により朝鮮で早世。長兄1人、次女までは朝鮮で生まれ、敗戦により、1945年夏に朝鮮・京城から家族で引き揚げ、拓郎のみ次男の末っ子として鹿児島県大口町（現在の伊佐市）で生まれた。1952年春、鹿児島郡谷山町（のちの谷山市、現在の鹿児島市）に転居し、谷山小学校に2年生まで在学した（歌手の西郷輝彦と同期生）。父は鹿児島県伊佐郡羽月村出身で堂前家から吉田家に養子に入った人物で、引き揚げ後に鹿児島県の郷土史家となった吉田正廣。鹿児島時代は姉と同じ部屋で生活していたので、姉が大好きな歌謡曲をよく聴いていたことに、拓郎も大きな影響を受けた。拓郎自身は両親の出自については詳細はよくわからず、母方の祖母が広島の出身と話している。1955年に両親が別居し、立教大学に進学した兄は上京、母親は姉と拓郎を連れて広島に転居し、9歳小学校3年から広島県広島市南区西霞町で、大学卒業まで広島で育った。1955年4月、広島市立皆実小学校へ転校。立教大学ジャズ研出身で、後にジャズピアニストになった兄が、夏休み等に女性同伴で帰省したのがきっかけで音楽に興味を持つようになった。小児喘息の持病があり、小学校から中学校にかけては出席日数が半分程度の目立たない子供だったという。このため家にいることが多く、母に本を買い与えられていたが、安価なウクレレを買ってもらい、小学校高学年か中学校に入って音楽を始めた。皆実小学校～翠町中学校の一学年上に長谷川和彦。1962年、広島皆実高校に入学（後輩に奥田民生ら）。友人の通う広島商業の文化祭に誘われ、そこで同じ高校生のバンドがエレキで演奏しているのを「これだ！」と確信し、「僕もこれをやろう！」と決めた。自身もインストゥルメンタルバンドを結成し、ウクレレを担当した。曲を作り始めたのは高校に入ってからで、好きな女の子が出来るたびに、曲を作って渡した。拓郎は「僕が広島で過ごした高校、大学時代こそがその後50年以上続けて音楽をやって行く事になる言わば『すべての始まり』であり『僕を生み出した季節』」と述べている。
1965年に広島商科大学（現在の広島修道大学）に入学し、カントリー&ウエスタン部と応援団に入部した。中学の同級生と新たにビートルズを真似た4人編成のロックバンド・ザ・ダウンタウンズを結成。ボーカルとギターを担当した。当時はザ・ベンチャーズのコピーバンドが多く、歌えるアマチュアバンドは珍しく、ライブハウス・広島ACBに出演した際には「歌うエレキ・グループ登場！」と書かれた。同バンドは広島で最も人気があったグループ・サウンズ（GS）といわれ、同年秋に初コンサートを開催。R&Bが主なレパートリーだったが、ビートルズのコピーほかオリジナル曲も10～15曲程度あった。オリジナルの一つが拓郎作詞・作曲による「たどりついたらいつも雨ふり」の原曲「好きになったよ女の娘」である。この年、メンバーと上京し渡辺プロダクションに売り込むがGSブームも未到来の時代であり、相手にされなかった。天下のナベプロに断られたショックは計り知れず、フォークソング・ブームが始まった時代でもあり、「オレ、ギター一本でフォークソングやるわ」と決意するに至った。

### アマチュア期
バンド活動と並行して独学でギターの演奏技術を磨き、ソロでもオリジナル曲を奏で歌った。1966年大学2年のとき、コロムビア洋楽部主催のフォークコンテストにソロで出場。「テイク・ファイヴ」のリズムパターンに三里塚闘争から着想を得た歌詞を乗せた自作曲「土地に柵する馬鹿がいる」をボブ・ディランの写真を見て、ハーモニカホルダーを針金を使って自作し、6弦のエレキギターを12弦ギターに改造して歌唱、中国大会2位、全国3位となる。『平凡パンチ』で「和製ボブ・ディラン」と紹介され、広島市内の繁華街・本通りを歩くだけで「拓郎だ! 拓郎だ!」と、人だかりができるほどの広島で有名人となったが、広島の音楽仲間からは「あれはフォークでない」「広島を歌っていない」などと批判も出て居心地も悪く、単身上京した。ザ・ダウンタウンズとして1967年に広島見真講堂で開催された『第1回ヤマハ・ライト・ミュージック・コンテスト』中国地区大会ロック部門で優勝。米軍岩国基地でも定期演奏し、兵隊相手の演奏で初めて音楽の凄さを知った。しかし、ベトナム戦争の侵略基地である岩国慰問が、参加資格のないプロの演奏と抗議が寄せられ、カワイ楽器在籍バンドでもあったことから、ヤマハの関係者から全国大会への出場を辞退してもらえないかと申し入れられ、出場辞退した。翌1968年にも、『第2回ヤマハ・ライト・ミュージック・コンテスト』に出場し、オリジナル曲「好きになったよ女の娘」を歌い、中国地区優勝、ヴォーカル・グループサウンズ部門で全国4位となる。また、吉田の発案で広島の3つのフォーク団体によるアマチュアフォークサークル『広島フォーク村』を結成。レコードも出さないうちに、地元ラジオにリクエストが殺到し、NHK広島に出演したり、中国放送でDJを担当したりした。この頃激しい学園闘争が繰り広げられた広島大学のバリケードで囲まれたステージで「イメージの詩」を歌う。演奏終了後、白いヘルメット姿の学生に取り囲まれ激しいアジ（agitation）を浴びせられた。拓郎自身は、明確な政治的イデオロギーを持っていなかったとされるが、「イメージの詩」には70年安保敗北後の時代の空気が色濃く滲む。
1969年には、ギター教室のアルバイトをやっていたカワイ楽器広島店に就職内定したが、上智大学全共闘のメンバーが自主制作（ユーゲントレーベル）で「広島フォーク村」名義のアルバム『古い船をいま動かせるのは古い水夫じゃないだろう』を制作することになり、参加した。
1970年3月頃ユーゲントレーベルから『古い船をいま動かせるのは古い水夫じゃないだろう』を自主制作し、手売りで販売した。またエレックレコードが、『イメージの詩／マークII』を無許可でシングルカットし関東広島地域でリリースしたが、広島のレコード店で売っていることに驚いた拓郎が買って家で聞いたら、リズムが途中で裏になっていたりし、拓郎の抗議で音源を録り直した。そこでエレックレコードの浅沼勇に口説かれ、『古い船をいま動かせるのは古い水夫じゃないだろう』をエレックから再リリースすること、エレックと社員契約を結ぶことに同意。カワイ楽器の内定を反故にし、「ザ・ダウンタウンズ」を解散。広島フォーク村の仲間たちに広島駅ホームで、胴上げ、万歳三唱されて見送られ、寝台特急あさかぜで上京した。

### よしだたくろう期（1970年 - 1974年）

#### エレック所属期
1970年4月に、インディーズレーベルのはしりであったエレックレコードに契約社員として就職した。エレックはまともな仕事は取ってこられず、愛川欽也が司会をしていた子供番組のオーディションに参加し「イメージの詩」を歌って審査員の子供に落とされたり、NHKのオーディションで藤山一郎に落とされたりした。6月1日、当時のシングルとしては異例の7分弱の長尺シングル「イメージの詩/マークII」で正式にデビュー。吉田拓郎と広島フォーク村は、この1曲によって世に知られるようになったとも言われる。直後に行われた広島での凱旋ライブでは、浜田省吾らが在籍した「グルックス」を引き連れ、広島の西の山奥にあった少女院で慰問ライブをやった。6月27日に『広島フォーク村アルバム発売記念コンサート』を東京厚生年金会館で開催した際、客はほとんどいなかったが、当時イベントの企画などを手がけていた後藤由多加の目にとまり、コンサートなどで起用された。後藤はこれを機に重要なパートナーとなる。12月15日公開の日活映画『女子学園 ヤバい卒業』（夏純子主演・沢田幸弘監督）の劇中、「青春の詩」を歌唱。同曲は1970年11月1日リリースの1stアルバム『青春の詩』からの2ndシングルで、1971年4月25日にシングルリリースした頃から人気が高まった。このタイミングで同年8月7日〜9日、『第3回全日本フォークジャンボリー』に出演。サブ・ステージで六文銭とともに「人間なんて」を延々と唄い続け、それまで「関西フォーク」中心の流れに対峙する存在として認知される。10月、後藤とともに、アーティスト主体の音楽制作プロダクション『ユイ音楽工房』を設立。1971年10月14日から同月、北山修の後任で『パックインミュージック』（TBSラジオ）の木曜第一部パーソナリティに就任。同月『バイタリス・フォーク・ビレッジ』（ニッポン放送）のパーソナリティに就任。11月には広島フォーク村の後輩・大久保一久が組んでいたアマチュアグループのために初の楽曲提供。

#### CBSソニー（オデッセイレーベル）所属期
1972年1月にCBSソニーに移籍し、アーティスト兼プロデューサーとして契約を結んだ。移籍と同時に発売した「結婚しようよ」がオリコンチャート3位、40万枚以上を売り上げた。それまで長髪の若者たちの反体制的な音楽としてしか見られていなかったフォークが一躍普通の音楽として認知された。それまでサブカルチャーだったフォークが、メインカルチャーへ浮上する分岐点になり、画期的な「音楽シーン」を作り上げる第一歩を記した。さらに「旅の宿」もヒットしたことで作曲の依頼が舞い込んだ。モップスに「たどりついたらいつも雨降り」や、猫に「雪」「地下鉄に乗って」を提供し、拓郎はフォーク歌手としてだけでなく売れっこの作曲家となり、人気が高まった。2月26日に公開された近代放映製作・東宝配給の映画『百万人の大合唱』（須川栄三監督）の劇中、「今日までそして明日から」を歌唱「町の教会で結婚しようよ」など、結婚というライフイベントを、家と家による保守的な因習としてではなく、自分たちらしく気楽に捉えるんだという、新世代（≒団塊の世代）による新価値観に溢れた若者の新しい生活様式を表現した歌は、ブライダル業界にも大きな影響を与えた。同月、CBSソニーとプロデューサー契約を結び、ワンマンレーベル『Odyssey』を立ち上げ、7月1日に発売したシングル「旅の宿」が8月7日付けでオリコンチャート1位を獲得。この週から5週間1位を続けるが、二週目の8月14日付けでアルバム『元気です。』がオリコンアルバムチャートで1位を獲得し、以降連続14週（通算15週）トップを独走したため、8月14日～9月4日まで、拓郎作品がシングル・アルバムの両チャート1位を独占する偉業であった。拓郎初のエッセイ集『気ままな絵日記』は『元気です。』と同じ月に出ていることから、みうらじゅんは「これがメディアミックスの始まりでないか」と述べている。1972年8月20日に刊行された『気ままな絵日記』（立風書房、530円）は、フォークシンガー、シンガーソングライターの書いた「タレント本」としては草分けとされる本だが、52年後のラジオ生放送で拓郎の口から、『気ままな絵日記』は「ゴーストライターが俺になりきって書いた本」と暴露した。以降の著書は全て自分で書いているという。またバックバンドだった猫をデビューさせたり、ロックやフォーク、歌謡曲、演歌歌手に楽曲プロデュースを行うなど音楽プロデューサーとしての地位も上げていった。
1973年1月には、前年バックバンドを務めた柳田ヒロのグループを発展させ新六文銭を結成。5月23日に、4月18日の金沢公演の夜に女子大生に暴行されたと訴えられ、逮捕された。8日間の拘留後、女子大生の虚偽であることが判明して不起訴となり、6月2日に釈放された。釈放の翌日に、神田共立講堂のステージに立つ。所属事務所が小さかったため、マスコミからのバッシングを好き放題に浴び、ツアーのキャンセル、曲の放送禁止、他人への提供曲も放送禁止、CM（スバル・レックス（富士重工）、テクニクス（松下電器））の自粛といった処置がとられた。そんな中でも『月刊明星』編集部は、不起訴後、いち早く拓郎の独占自筆手記を掲載した。この金沢事件で女性ファンは一気に減ったが、デビュー直後に執拗な「帰れコール」を浴びせた男性ファンが戻ってきた。
拓郎は、1974年1月15日に、森進一に「襟裳岬」を提供する。この「襟裳岬」は同年の第16回日本レコード大賞を受賞する快挙となった、当時国民的な大イベントであったレコード大賞の授賞式に拓郎は上下ともジーンズの普段着で登場し、平然と賞を受け取ったため物議を醸した。「襟裳岬」は、歌謡曲やフォーク系などの様々な音楽ジャンルの境界を融解させた。

### 吉田拓郎以降

#### フォーライフ・レコード設立
1975年には、かまやつひろしに「我が良き友よ」を提供、この曲もヒットした。1975年5月に、高額納税者番付1974年度納税分で、歌手部門にフォークシンガーとして井上陽水とともに初のランク入りとなった（拓郎5位、陽水7位）。
6月1日にCBSソニーの拓郎が、ポリドールの井上陽水、エレックの泉谷しげる、ベルウッドの小室等と共に、アーティストの手になる初めてのレコード会社『フォーライフ・レコード』を発起した。これを機に「吉田拓郎」と改名した。この年森山良子に提供した「歌ってよ夕陽の歌を」は森山の新境地を切り開き"フォークの女王"に戻らせる。
8月2日から3日、静岡県掛川市・つま恋で、野外オールナイトコンサート「吉田拓郎・かぐや姫 コンサート インつま恋」開催。
9月に、オールナイトニッポン最終回で四角との離婚を発表した。
1976年3月28日、TBS「サンデースペシャル」「セブンスター・ショー」のトリを務めた（後述）。
4月にフォーライフ第1回新人オーディションでグランプリを獲得した川村ゆうこをプロデュースし、デビュー曲「風になりたい」を作詞作曲。本楽曲は拓郎自身「自分で作った曲で一番」と述べている。11月に、小室・拓郎・陽水・泉谷ら4人のスプリット・アルバム『クリスマス』を初回プレス30万枚で発売し、オリコンで1週のみ1位となったものの、累計が10万枚にも満たず、フォーライフの屋台骨を揺さぶることとなった。翌年、フォーライフは2年目の決算で8億円の赤字を出す。6月には、小室に代わり、フォーライフ2代目社長に就任する。7月に浅田美代子と2度目の結婚。9月10日に、井上陽水が大麻所持（大麻取締法違反容疑）で逮捕。社長として記者会見で平謝りし、嘆願書を集めて東京地検に日参するなど陽水の救済に尽力した。
70年代後半には、梓みちよに「メランコリー」（1976年9月発売）、キャンディーズに「やさしい悪魔」（1977年3月発売）、石野真子に「狼なんか怖くない」（1978年3月発売）を提供。「やさしい悪魔」は、後年、町田ガールズ・クワイアがカバーした。1979年2月、『たくろうオン・ステージ第二集』（1972年12月発売）収録の「ポーの歌」が浜口庫之助の曲の盗作と報じられる。拓郎自身は初めからオリジナル曲とは言っていなかったが『たくろうオンステージ第二集』を無許可でリリースしたエレックが吉田拓郎作詞・作曲とクレジットしてしまったというのが真相である。
1979年『吉田拓郎 アイランド・コンサート in 篠島』を開催し、オールナイトで69曲、約8時間歌い、観客2万人動員した。また、特別出演としてデビュー直後の長渕剛がステージに登壇した。
70年代最後の日、1979年12月31日、日本青年館でのコンサートで「古い歌はもう歌わない」と宣言する。
『TOUR 1980』では過去の曲を一切やらず、全て新曲で通すなど、過去との決別を宣言し、初の海外録音作品『Shangri-La』を発表した。
1980年11月5日リリースされたアルバム 『アジアの片隅で』は、自身の楽曲に政治的な論調を嫌う拓郎作品の中では、表題曲「アジアの片隅」や、タイトルに広島を片仮名表記した「いつも見ていたヒロシマ」などを含み、比較的プロテスト色の強い作品となっている。
1981年4月5日、資生堂81夏のコマーシャルソング「サマーピープル」リリース。

#### フォーライフ・レコード社長を退任
1982年6月に、ツアー最中の株主総会で、アーティスト業に専念するため、フォーライフ・レコード社長を退任すると発表された。
1985年6月15日には、国立競技場で国際青年年 (IYY) 記念イベント「ALL TOGETHER NOW」を小田和正と共に企画運営し、司会を務めて、5万人の観客を動員した。同年、オールナイトライブ『吉田拓郎 ONE LAST NIGHT IN つま恋』を開催した。
1986年に、映画『幕末青春グラフィティ Ronin 坂本竜馬』に高杉晋作役で出演。
1986年、日本民間放送連盟は民放ラジオ放送30周年を記念して、この30年間を代表するスーパースターベスト10を選び、総合ベスト10で、拓郎は、ビートルズ、長嶋茂雄、美空ひばり、チャップリン、王貞治、エルビス・プレスリーに続く第7位に選ばれた（8位は山口百恵、9位はジョン・F・ケネディ、10位は高倉健）。

#### テレビ出演の増加
1988年1月1日に、プライベート・オフィス「宇田川オフィス」を設立する。
この頃からテレビ出演が多くなり、1989年にNHK総合テレビで放送された『愉快にオンステージ』にホストとして出演。さらに、1993年には、TBS系（毎日放送制作）で放送されていたドキュメンタリー番組『地球ZIG ZAG』の3代目司会者に高橋リナとともに起用された。また、本人自ら出演した『サッポロ☆ドライ』に出演し話題となり、CMソングとなった「すなおになれば」もヒットした。
1988年6月16日、日清パワーステーションにて、ライブハウスでのコンサートを行った。
1989年2月8日、アルバム『ひまわり』を引っ下げて行われた全国ツアーがスタート。同年3月15日に、東京ドームでコンサートを行い、5万人を動員する。
新潟県吉田町の有志団体「若者共和国」からの依頼で、1992年4月に「吉田町の唄」を発売。2004年には吉田ふれあい広場に歌碑が建立される。
1994年8月16日には『日本をすくえ'94 〜奥尻島、島原・深江地区救済コンサート〜』（日本武道館）に参加し、大晦日には『第45回NHK紅白歌合戦』（NHK総合・ラジオ第1）に初出場した。
1996年に、まだCDデビュー前だったKinKi Kidsと共に『LOVE LOVE あいしてる』の司会を務め大きな話題を呼び、翌年の1997年には『LOVE LOVE あいしてる』のバックバンドを務めたLOVE LOVE ALL STARS共に制作したセルフカバーアルバム『みんな大好き』が20万枚以上の売り上げを記録した。

#### フォーライフ・レコードの契約を解消から現在まで
1999年9月30日にフォーライフ・レコードとの専属アーティスト契約を解消し、2000年4月にインペリアルレコードに移籍した。移籍したのは、交友のある飯田久彦がテイチクエンタテインメント代表取締役社長に就任したからである。
2003年4月に、肺がん手術のためコンサートツアーは延期となったが、手術は無事成功し、秋には復帰コンサートで全国に元気な姿を見せた。ビッグバンドでのコンサートツアーはこの年から2006年まで毎年行われた。
2008年8月3日に母校の広島修道大学（旧広島商科大学）で在学中に作詞作曲した「今日までそして明日から」の歌詞と、1970年代の写真入りの歌碑が披露された。
2009年2月にavex traxに移籍する。6月21日には、生涯最後の全国ツアー『Have A Nice Day LIVE 2009』（10か所10公演予定）が始まったが、7月8日開催の大阪公演開始45分前に、体調不良による公演中止が決定した。診察の結果、慢性気管支炎の悪化で約2週間の自宅療養を行うことになり、福岡、広島、神戸の3公演は中止となった。
7月23日にも、つま恋へ移動する車中で体調の異変を訴え、その日の内に残り2公演も中止となった。
2013年1月30日発売の、前年のライブを収録した『吉田拓郎 LIVE 2012』（Blu-ray・DVD・CD付DVD）が、オリコン週間DVDランキング総合6位となり、TOP10入り史上最年長（66歳10ヶ月）を記録する。
2017年3月8日に『ニッポン放送「春の新番組」パーソナリティ発表記者会見』にて、新番組『吉田拓郎 ラジオでナイト』をスタートすることが発表された。
2022年、本年を以て全ての音楽活動から引退する意思を明らかにした。これにより同年6月29日発売のアルバム『ah-面白かった』が最後のCDリリースとなり、自身がパーソナリティを務めるニッポン放送『吉田拓郎のオールナイトニッポンGOLD』も12月16日で終了した。また、7月21日に『LOVE LOVE あいしてる 最終回・吉田拓郎卒業SP』（フジテレビ）が放送され、これを以て拓郎自身最後のテレビ出演とされた。
2023年2月18日に『オールナイトニッポン55周年記念 オールナイトニッポン55時間スペシャル』に出演。
2024年8月5日に『坂崎幸之助と吉田拓郎のオールナイトニッポンGOLD』に出演。
2025年7月21日発売のKinKi Kidsのベストアルバム『39 Very much』に、書き下ろしの新曲「僕は行く！」を楽曲提供、また篠原ともえと共にコーラスで参加した。

## シンガーソングライターとして

### 音楽性

#### 政治性を排除
拓郎は自身の詞について「作詞ってそれまでは月がどうした、星がどうとか、花鳥風月みたいなので大袈裟な詞が多かったんだけど、急に自分の身の回りのことばっかりをテーマにするようになったから絵日記みたいでつまんないって言われた時期があった」と回想しており、自身の生き方や恋愛体験などをテーマにした拓郎の歌は、従来のフォークファンからは“大衆に迎合して軟弱な歌を歌っている”“商業主義”“裏切り者”“堕落した”などと批判され、ジョイントコンサートなどの会場では激しい“帰れコール”を浴び、石を投げられることもあった。「アングラこそがフォーク」と信じて疑わない人たちはレコードが売れるとそれだけで商業的だとその歌手を敵視した。
1972年4月22日に日本武道館で行われた「フォーク・オールスター夢の競演音搦大歌合戦」なるイベントでは、岐阜の山から降りて久しぶりにステージに立った岡林信康の後に登場した拓郎に激しい“帰れコール”が浴びせられ歌が聞こえないほどであった。またビール瓶などモノを投げつけられ一曲も歌わず、本当に帰ることもあったという（慶應三田祭事件、日比谷野音）。当時は客席から罵声が飛ぶことは珍しくなく、拓郎のステージに罵声が飛ぶのは日常茶飯事だった。拓郎ほど人気を得たアーティストはそれまでいなかった。拓郎はフォークシンガーで初めて女性ファンが付いたスターで、雑誌に「よしだたくろうのコンサートには、女学生が多くて、フォーリーブスのコンサートみたいで、とにかくムナクソ悪い」などと書かれた。断ったが『月刊明星』から「表紙をやりませんか」と言われたこともあったという。フォーク仲間からもあまりに「あいつはフォークじゃない」と非難されるので、拓郎は「そんなら、おれはフォークじゃなくていい」と居直った。この時代の流行歌は、歌謡曲、演歌、フォークの三つのカテゴライズしかなく、自分で作って自分で歌ってギターを弾けば、みんなフォークにされ、その中に押し込められた。拓郎ほど世間と戦い続けた歌手はいない。
反体制、反商業主義こそが、フォークソングの本質という生硬なフォークファンからは大きな批判を浴びたが、拓郎はマーケットに迎合したわけではなく、日々の生活の中で抱くまったく個人的な心情を、より日常的な言葉で歌ったに過ぎない。むしろそうすることで、旧態依然としたフォークソングの閉鎖性から訣別しようとしたのである。フォークシンガーが内省的となる傾向のある中で、平凡でストレートに思いを表現する潔さがあったとされる。罵声が飛んでも歌い続ける姿勢が支持者を増やし、歌謡曲全盛の時代に、全く違う感性で若い世代の心を掴み、時代の流れは確実に拓郎の提示した新しいスタイルに流れていった。全ての若者がプロテスト系のフォークを支持しているわけではなく、同世代の普通の若者からは絶大な支持を受けた。北中正和は「1972年に連合赤軍 あさま山荘事件が起こり、彼らのリンチ殺人事件が発覚すると、学生運動に何らかの共感を抱いていた人たちの気分も引いてしまった。1960年代の余燼はどんどん消えていった。吉田拓郎の人気浮上は、そんな世相の変化を感じさせた」と、寺島実郎は「吉田拓郎の『結婚しようよ』と井上陽水の『傘がない』を聴いたとき、『政治の季節』が終わったことを確認した」と論じている。最初はメッセージ・フォークを歌っていて、1971年のフォークジャンボリーでは、同イベントの形骸化批判の口火を切ったにも関わらず、その半年後には「結婚しようよ」をリリースするという拓郎の"変節"に関して、伊藤強は「1972年には日本はすでに政治の季節を終えていた。終わってしまった季節に対して何を言っても意味はない。吉田拓郎は時代の好みを鋭敏に嗅ぎとったのに違いない」、菊池清麿は「吉田拓郎の登場は、自作自演のスタイルはもちろんのこと、世代感をアピールする強烈なリアリティーを持つ新しい若者文化だった。これによってフォークの形態が大きく変わった」、高護は「吉田拓郎の登場によってフォーク・シーンは新たな展開を迎えることになる」と論じた。拓郎の自作自演の歌や硬派な振る舞いは、現実や体制に打ちのめされた若者たちの心を「救済」していく。スポーツニッポンの音楽担当記者だった小西良太郎は、「吉田拓郎が1970年『イメージの詩』でシングル・デビューして、歌謡曲の歌い手がよくやるプロモーション行脚で僕を訪ねて来たのには不審の念を飲み込んだ。それまで会ったフォーク勢は、マスコミにも白い眼を向け、レコードが売れることを拒否、自作の宣伝など以ての外の筈だった。その後吉田が、反抗するメッセージ臭のかけらもない曲を連発すると、案の定戦闘的なファンから猛反発を受けた、がしかし、それらの曲が大ヒットすると吉田は時代を歌う旗手の一人になった。吉田はみんなの連帯ソングから"我が道をゆく"個人の精神を取り戻し、狙い撃ちでヒット曲を書き続けた。終始衰えを見せなかったのは、胸中の熱い血と歌声に色濃い覇気、作品にある鮮度、独自の姿勢を貫く意思の強さがあった」と評した。60年代のカレッジフォークや社会派フォークとは全く異なる地平で自身の「うた」をクリエイトしていた拓郎の音楽が瞬く間に大衆に受け入れられたのは、旧来の〈フォークソング〉が〈フォーク〉へと変貌していく時代の要請であると同時に、ある種の必然でもあった。筒美京平は「吉田拓郎の『結婚しようよ』がヒットしたとき、初めて脅威を感じた」と述べている。萩原健太は「一大勢力を誇っていたメッセージ色濃い関西系フォークは、中津川フォークジャンボリーのあの忌まわしいイベントの失敗と相前後する形で姿を消した。代わって小さくて安全な夢に彩られた歌が人々の心を惹きつけ始めた。"フォーク"は"ニューミュージック"へと衣を替えていくが、吉田拓郎は時代の変わり様を全身で感じながら、ただ一人過激に疾走を続けた」と論じた。『深夜放送ファン』1974年4月号は「和製フォークを確立した吉田拓郎」と称した。馬飼野元宏は「フォーク史のいくつかの転換期の中でも、吉田拓郎の登場と、その後数年間の活動は日本のフォークシーン最大の山場といえる。拓郎がデビューから5年間に切り開いた功績と音楽シーンへの影響は計り知れないが、何よりプロテストソング全盛だったフォークシーンから時代の舵を奪い取ったことが大きいのではないか」と述べている。小森陽一は「吉田拓郎・井上陽水・小椋佳・松任谷由実の"反革命四人組"が垂れ流した徹底して自己完結した私生活主義的な歌世界が一気に社会全体を覆った」と論じた。恩蔵茂は『ニッポンPOPの黄金時代』という2001年の著書で戦後の日本のポピュラー・ミュージック（ポップス）の歴史を、序章「ザ・ヒット・パレードの興亡」から11章に分け論じているが、第10章である最終章、1970年代から今日（2001年）までのタイトルを「拓郎からJ-POPへ」としている。富澤一誠は「吉田拓郎が出なければ、今のJ-POPはないといっても過言ではない」と述べている。スージー鈴木は「吉田拓郎がもたらした最大の功績は"本質的な自作自演の確立"だ。作詞・作曲・歌を1人でこなすという、つまりは、現在のJ-POP市場の核を成す自作自演音楽家＝いわゆる"シンガーソングライター"の嚆矢としての吉田拓郎。もちろん吉田拓郎以前にも、作詞・作曲・歌を1人でこなす音楽家は存在した。ただ、吉田拓郎の場合は、歌詞とメロディの両面に、他の誰でもない、借り物でもない、あくまで自分ならではの強烈過ぎる個性を放っていた。つまりは"本質的な意味での自作自演"だったのだ」などと論じている。

#### 自作自演スタイルの一般化
ダンガリーのシャツにジーパン、ギブソンのアコースティック・ギター（1967年製のギブソンJ-45）、ハーモニカ・ホルダーを首にかけ、歌詞カードを譜面台に乗せ座って歌う、うつむいてボソボソと喋り、時々客席をむいて何かを叫ぶという拓郎のスタイルを多くの若者がまねた。当時の拓郎たちフォークシンガーのイメージはパンタロン。当時の若者から「あこがれられる」という点で拓郎は強烈な存在だった。泉麻人は「自分の身のまわりの、ほんのちょっとしたことを唄にしてもいいんだ、と、拓郎の出現によって、レコードを聴くばかりでなく、オリジナルの曲を作って唄ってみたい、と思った人は僕らの世代に多いはずだ。そういう身近さが吉田拓郎の何よりの魅力だった」など、江口寿史は「拓郎さんや陽水さんの音楽には、若者に『新しい時代がやってきた』と思わせる魅力がありました。60年代までのフォークは、学生運動の真っ盛りだったこともあって、反戦ソングが多かった。歌詞には難しい言葉が並べられて、どこか『自分たちが世の中を変えなきゃいけないんだ』という、気負った雰囲気がありました。そんな中で、ふたりはそれまでまったくなかった曲を世に送り出したんです。歌の中の主人公は、あくまで等身大の『僕』自身。自分の身の回りのことを、平易な言葉で歌っていた。画期的でしたね。音楽的な意味だけじゃありません。ふたりの発するエネルギーに打ちのめされ、触発された若者は、本当にたくさんいました」などと、中村雅俊は「拓郎さんは、まるで僕に話しかけてくるように歌っていた。聴いているうちに、どんどん詞が体の中に入ってくる感覚になりました。もう、一発で惚れ込んでしまって。それからというもの、毎日毎日、飽きもせずに聴き込みました。当時は、拓郎さんの存在そのものが僕の勇気になっていました。それほどのめり込んでしまったんです」などと述べている。普通の若者が当時、日常会話で喋ったことをメロディに乗せた。「日本語って、こんな生き生きとメロディに乗せられるものだったのか！」と多くの若者は驚嘆した。拓郎は一貫してメロディに乗せた"言葉"によって時代を吐き出し続けてきた。拓郎ほどその生き様と歌がぴったり一致しているアーティストはいない。
それまで自作自演は一部のフォークだけだったが、拓郎以降、それが一般化した。1970年代から、少なくともフォークやロックは自作自演であることが大前提になっていくが、拓郎はそのきっかけになった。桑田佳祐は「拓郎さん目標に、憧れて音楽やってきた人、私もそうですけど、いっぱいいます。私は高校1年の時ですよ、『元気です。』『人間なんて』…その風を真正面に受けて、夢を見せてもらいました」等と述べている。松井五郎は「自分でバンドを組んで音楽をやるようになったのは、井上陽水さんや吉田拓郎さんのようなシンガー・ソングライターによるフォーク・ムーブメントがきっかけで、拓郎さんのモノマネというか、身近な恋の話をテーマにした歌を作り始めました」と述べている。柴門ふみは「当時の歌謡曲の男と女の色恋沙汰は、夜のネオン街にしかないような世界観で。そこに拓郎さんが、もうちょっとポピュラーな心情、若者のリアルな恋愛感情までも歌った。だから私を含めて若者たちは『これは私たちの音楽だ』と飛び付いたのです。拓郎さんの影響力は大きくて、同級生の男の子たちはギターを弾き始めてましたね」と述べている。原田真二は「吉田拓郎というアーティストは、時代を築いた偉大な方です。個性の強い声や歌い方、オリジナリティーあふれる音楽の世界。女性、男性を問わず幅広いファンに、時代を超えて今も支持されています。すごいとしか言いようがありません」等と評している。スージー鈴木は「若者にギターを持たせ、『自分の言葉で歌っていいんだ』と思わせたのは、拓郎の最も大きな功績。日本人が自分の言葉で歌詞を書き、メロディを作って歌う『Jポップ』の礎を作ったのが拓郎と言える」などと論じている。拓郎の影響でギター、ダンガリーのシャツ、ジーパンが非常によく売れた。拓郎以前は外国人ミュージシャンのコピーが主流であったが、拓郎以降は拓郎をコピーする若者が増えた。拓郎がフォークの大ヒットを出したことでブームは中学生にまで及んだ。誰でも拓郎になれる、と当時の若者は信じた。男の子は勿論、女性のギター人口「ギター女子」をも増やした。竹内まりやは「音楽の入り口は拓郎さんのデビュー曲『イメージの詩』だったんですよ。センセーショナルでしたよね！、当時の女の子はアイドル的にみんな拓郎さんが大好きでした」等と話している。

#### ニュー・フォーク
『YOUNG GUITAR』誌上で、拓郎のギターは従来のフォークにリズム&ブルースのフィーリングとビートが加わっただけで新しいものではないが、得意なギター伴奏に本当の心の歌を歌い上げている。素晴らしい詩人であり音楽家であり、とうとう日本にも真のフォーク・シンガーが生まれたと評された。1972年頃の文献には、拓郎を「ニュー・フォーク」の旗手と紹介した記事が見られる。『新譜ジャーナル』は、拓郎ら新たに台頭してきたフォーク・シンガーをまとめて"ニュー・フォーク-第三の流れ"と紹介した。"第三の流れ"というのは、アングラフォーク、カレッジフォークに続く流れという意味である。1960年代のアングラに対して、1970年代の拓郎に始まる第3の波により、ニュー・フォークがメジャーとなった。ニュー・フォーク以外にも、アウト・フォーク、ジーンズ・フォークなどの呼び方もされたが、これらは拓郎登場以降の呼び方である。ミッキー・カーティスは、拓郎がブレイクした当時の『ニュー・ミュージック・マガジン』1972年5月号で、「今の吉田拓郎なんかにも日劇の熱狂が繋がっているよ。最初はプロモーションもなかったし、マスコミの力も強くなかったから、宣伝力じゃなく、歌手たち各個人個人が、それぞれの区域のジャズ喫茶で、一人づつ獲得していったファンの集大成だったんだ。若い人のエンタテインメントの過渡期で、ちょうど次のパターンの段階で、タイミング的にピッタシだった」と論じた。小川真一は「吉田拓郎を一語で評するなら『イノベーター』でしょう。まだ、文語調の歌詞が残っていた時代に、終始、自分（ミー）のことしか歌わない姿勢は新鮮でした。『イメージの詩』など初期の曲についても拓郎本人は『ぜんぶ自分のことを歌っているのであって、他人へのメッセージではない』と語っています。そう言い切れるのが、拓郎の強さだと思います。『結婚しようよ』で日本の歌謡界は、米国のポップスとようやく肩を並べることができたと思います」などと論じている。
拓郎がフォークを青春の音楽として当時のメインストリームに押し上げ、ヒットを連発するに及んで、各レコード会社もプロダクションも競ってシンガーソングライターの売り出しにかかった。拓郎自身は早い段階でフォークソングからの脱皮を図っていたが、日本で"フォーク"というイメージを決定付けたのが拓郎だった。拓郎は当時のフォークファンの中では珍しく、若い女性ファンが多かった。
なぎら健壱は、「フォークは拓郎の登場を境に硬派路線とアイドル路線に分かれ、拓郎が新境地を次々と開拓して絶頂期を迎えると同時に、フォークは終焉を迎えた」、「拓郎の成功以降、レコード会社もフォーク調の曲を出せば売れるということに目をつけ、各社こぞってアイドルや歌謡歌手にフォーク調の曲を提供し、フォークは気骨があった精神を希薄なものにしていった」と述べた。中川五郎は「1970年代に入ってフォーク・ソングが変わっていって、もちろん高石ともやさん、岡林信康さんとかの時代から乱暴な言い方をすれば吉田拓郎さんとかが出現して、井上陽水さん、かぐや姫とかフォーク・ソングがかなり違うものになって、呼び方もニューミュージックみたいになったりした。そうすると60年代のようなプロテスト・ソング、メッセージソングは時代遅れというか、『まだそんなの歌っているの？』って言われるようになった」と述べた。拓郎は自身を中心とした1972年のフォークブームについて「フォークブームは起こるべくして起こったものだ。ファンが熱狂する場を作ったのがわれわれで、他の歌にはそんな要素がなかったってことだ」と述べた。森山良子は「吉田拓郎さん抜きでは私の中に日本のフォークは存在しません。若かりし頃の私が歌っていたのはあくまでもアメリカンフォークであって、それをコピーしていたに過ぎないのです。そんな私の前に現れた吉田拓郎は、この人、何をしようとしているんだろう? と若干脅威だった。吉田拓郎は、ここからフォークブームを表面ではなく、本当の自分を自分の言葉でハッキリ強く歌にしてメッセージを送った。日本の若者たちに音楽を通して揺さぶりを掛けた、そんなエネルギーに溢れていた」と評した。小室等は著書で「フォークが売れるというのは吉田拓郎から始まった」と述べている。井上陽水は「フォークシンガーは沢山いるが、それを全国区にしたのは吉田拓郎。みんなその後に続いている」と評した。エレックレコードで拓郎と二枚看板だった泉谷しげるは「吉田拓郎は旋風児で、アイドル的なものがあって、本人はアイドルになりたかったんじゃないかなって未だに思ってるね」と述べている。谷村新司は「我々の時代を切り開いて来てくれたかけがえのない先輩」と拓郎を評した。織田哲郎は「拓郎さんは圧倒的な存在。音楽業界というより、日本の若者文化の一番のスターだった」と評した。坂崎幸之助は「拓郎さん以降は、フォークギター持って歌っていてもフォークではないです。皆さんに愛されるPOPSです」と論じている。
1960年代後半の社会的な内容を含んでいるものが目立ったフォーク・ソングは、拓郎の登場で形態が大きく変わり、拓郎以降、個人の心情や風景をうたう歌や、愛の歌が増え、次の時期のニューミュージックへの架け橋にもなっていく。中村とうようは「70年安保を境にシラケという語が広くささやかれ、フォークソングの商品化がさらに進んで吉田拓郎の「結婚しようよ」がヒットしたころには、フォークソングはニューミュージックへと変質をとげるに至った」と論じた。

### 影響を受けたミュージシャン
洋楽の原点
洋楽の原点はニール・セダカ、コニー・フランシス、リック・ネルソンやヘンリー・マンシーニなどアメリカンポップスとパーシー・フェイス「夏の日の恋」など映画音楽だった。「夏の日の恋」は『パックインミュージック』（TBSラジオ）のエンディングで毎回掛けた他、しばしば担当したラジオでよく掛けた。アマチュア時代のダウンタウンズでのレパートリーはビートルズ、ローリング・ストーンズ、スペンサー・ディヴィス・グループ、サム&デイヴ、オーティス・レディング、サム・クック、ウィルソン・ピケットや後年、拓郎のレコーディングに参加したブッカー・T&ザ・MG'sなどだった。
ボブ・ディラン
楽曲や生き方を含めてボブ・ディランの影響を強く受けたことはよく知られる。拓郎は「ボブ・ディランのギター1本という歌い方、歌手としての存在の仕方が、それまであったアメリカンポップスとか日本の歌謡曲とは全然違うもので、高校生だった僕には非常に大きな衝撃だった」、「ギター1本で自分の音楽を発表できることを知って人生変わった。ただし音楽スタイルやメロディが好きで、イデオロギーに憧れたのではない」などと述べている。
"フォークロックの神様"、"『風に吹かれて』のプロテストソングのヒーロー"、"ビートルズにドラッグを教えた反逆者"といったボブ・ディランのイメージは、拓郎が深夜放送のラジオでやたらボブ・ディランの凄さを語り、曲を流したことで日本人に植えつけられたもの、と中森明夫は述べている。拓郎が「ディラン、ディラン」と叫び回ったため、CBSソニーから出ていたボブ・ディランのレコードが、以前の5倍以上売れたという。日本におけるボブ・ディランの最大の普及者でもある。中学の時、「吉田拓郎になろう」と決めたという浦沢直樹やみうらじゅんは、拓郎を通してボブ・ディランを知ったと話している。なおソニーは1973年に拓郎の選曲でボブ・ディランのベスト盤『BOB DYLAN; Gift Pack Series10』を発売している。
高校時代のマドンナのことを歌った「準ちゃんが与えた今日の吉田拓郎への多大なる影響」は、ボブ・ディランの「ハッティ・キャロルの淋しい死」の替え歌である。
山本コウタローが1975年、自著「誰も知らなかったよしだ拓郎」出版にあたり拓郎に「歌謡曲でも何でもいいから、好きな曲を3曲挙げてくれ」との質問には『デソレイション・ロウ (Desolation Row)』『ジャスト・ライク・ア・ウーマン』『アイ・ウォント・ユー』と全てボブ・ディランの曲を挙げたという。
パクリとアンチテーゼ
特に初期の楽曲はボブ・ディランの影響・パクリを取り沙汰される。拓郎自身「おいしいメロディがある」等、昔からインタビュー等で「盗作した」とはっきり発言をしており、小室哲哉との対談でも盗作（パクリ）談義が盛り上がった勢いからか、「いっぱい盗作しましたけどね」とはっきり言ってしまっている。
デビュー当時、東京にカレッジ・フォーク、関西に関西フォークがあったため、「広島のフォークソングがあったっていいじゃないか」という強い思いがあった。関西フォークは元々が嫌いだったから、関西フォークを研究し、関西フォークは、"私たち""ぼくたち""きみたち"という歌詞が多いことに気づき、それで、"私""ぼく""きみ"という私的な、個的な歌詞の歌を作ろうと決めた。拓郎と同い年の岡林信康は「私たち」と歌ったが、拓郎は「私」と歌った。「連帯」を求めた岡林に対して、「私たち」なんて幻想に過ぎない、と言わんばかりに、徹底して個にこだわった。「イメージの詩」は、「岡林の『私達の望むものは』に感動はしたが、「"私たちは"と言えない。俺は"俺"っていう歌を作りたい」という意図で作ったと話している。こうして「関西フォークの流れ」と一定の距離をとりながら、音楽アーティストしてのアイデンティティを確立していく。

### 作詞法

#### 字余りの作詞法
曲作りに多用した字余り、字足らずという作詞法は、日本に於けるその元祖といわれ、後のシンガー・ソングライターに多大な影響を与えた。「一つの音符に一つの文字を当てはめましょう」という大原則は、拓郎の登場で根底から覆された。それまでの日本の歌謡曲やポップスは、音符1つに1つの字、とぴったりハマっており、多少の字余り、字足らずは気にしない、言葉を自由にメロディに載せる、あるいは日本語の歌を強引に捻じ曲げるという手法は当時は革命であり、これは拓郎によって始まったものである。字余りソングは当時顰蹙も買ったが、それはメロディを超えて、訴えたいことがたくさんあったからである。そもそもシンガーソングライターは、人に何かを伝えたい者が生業とすべきものである。そのオリジナリティは半世紀近いキャリアを経た現在でも、全く衰えることはない。
拓郎はこの字余り、字足らず詞の創作について、1974年の芸能誌で言及しており、「言葉が七五調にすっぽりおさまっちゃうというのは、どこかにインチキがあるんじゃないかな。それには当てはまらない心のつぶやきとか、はみ出してくる感情のたかまりというものがあるはずでしょう。それは字余り、字足らずでなきゃ表現できないと思う」と述べた。小田和正は「昔は見よう見まねで歌詞を書いていた。でもある時、字余りソングみたいなものが出てきた。その象徴が吉田拓郎で、新しいものが出てきた瞬間だったと思う」と述べた。ミュージカル・ステーションの創業者・金子洋明は、1991年のインタビューで「日本のオリジナル曲も充実してきて、日本語と海外のサウンドという問題についていえば、日本語の壁は破れたんじゃないかと思います。拓郎が歌ってた時は"字あまり"っていわれてたけど、今、サザンが歌っても"字あまり"っていわないでしょう」と述べた。小林亜星は、阿久悠の著書内の「歌謡曲のことば」というテーマ、作曲家から客観的に見た歌詞のルール、歌詞とメロディーの結びつき、という考察において、「ニューミュージックの隆盛期以来、日本語の扱いが随分変わりました。これは日本歌謡史上の大革命だったんです。吉田拓郎や井上陽水がやった革命なんです。それまでの日本の歌は、一つのオタマジャクシに一つの日本語の発音がはめ込まれていた。日本語って随分不便な言葉だなあ、と吉田拓郎あたりが考えて、一つのオタマジャクシで『私は』と言ってしまった。こんな歌い方はそれまで日本にありませんでした。日本人の感覚にないんですね、これがニューミュージックです。ニューミュージック以後、こんなふうにして言葉の扱いが変わってきたんですね。日本語でロックやポップスを歌ってもかっこよくなりました。ですから拓郎さんなんかの努力で、歌謡曲が非常にカッコよくなりました。ニューミュージック革命以後、日本語の発音は英語風になっているんですよ」と論じた。
音楽通とされる志村けんは、「日本語って、やっぱりロックに合わないんだろうねえ。でも、日本語を英語っぽく歌って成功したのは吉田拓郎じゃないかと思うんだよね。桑田佳祐よりも前ですね。それと、拓郎のほうがビートルズっぽかったですね」と論じている。赤坂泰彦は「言葉を詰め込むというか、むしろ字余り的な、拓郎さんが書く曲から日本語の歌が変わっていって、後のサザンオールスターズや長渕剛さんなども影響を受けていると思う」と評した。みのは「いまの作り手の方々がどれだけ意識してるかは分かりませんが、拓郎さんのDNAは非常に幅広く浸透していると思います」と論じている。
拓郎の「字余り字足らずソング」については、同業者の中に批判する者もあり、赤い鳥は1974年のインタビューで「ただ言いたいことを言いたいんだったらシャベればいいんであって、音楽を使ってやっているんだったら、それは音楽に対する冒涜」、成毛滋は「だいたい "字余りソング" なんていうのはリズム音痴だから平気でできるんで、リズム感のいい人だったら気持ち悪くて聞いてられない。だけど、それをお客もやる方も喜んでやってるんだから、リズム音痴に向いてる音楽じゃないかって思う」と批判した。

#### です・ます調の普及者
作詞やラジオパーソナリティとして多く用いた「〜なのです」「〜なのだ」「〜であります」「〜でありまして」「〜でありました」などの言い回しは、です・ます調（デス・マス調）と呼ばれ、松本隆とともにその「普及者」といわれる。
拓郎の場合は、曲作りだけでなく、多くのラジオレギュラーでもこのような言い回しを多用し、当時のフォーク少年にこの口調を真似られた。拓郎自身は自著で「深夜放送でのシャベリ口調は言葉の遊びとしてやたら連発した」「その後、歌謡曲や小説、誌面の見出しなどに"です・ます調"が増えた」「僕は音楽シーンにおける"です・ます"はひとつの革命と信じる。確実に歌の世界が広くなった」 と述べた。こうした言葉の使い方は歌謡界、職業作家にも影響を与えた。穂口雄右が手がけたキャンディーズの「春一番」は、他の穂口作品の中で色合いが違う"です・ます調"で作られており、拓郎からの影響を指摘する論調が出た。

#### その他
他の作詞法として、平坦な話言葉を使い歌詞を組み立てる、起承転結の形式を解体し独特の言葉の反復でリズムをつけていく、といった方法論も斬新で画期的であった。他に「コードとリズムの上に、歌詞をのせていくような」「メロディを歌うというよりも、詩を語っているような」「アドリブで歌っているような」という表現もされた。
スージー鈴木は「拓郎は『イメージの詩』で、それまでの若者が聞いたことがなかったような普段着の言葉と飾らないメロディを引っさげて音楽シーンに登場した。60年代に人気を博したクラシカルでエレガントなグループサウンズとは異なる、心の奥底をさらけ出すような言葉遣いは拓郎が持ち込んだと言っても過言ではない」、「それまでの日本音楽界のどこにも存在しなかった言語感覚。吉田拓郎によるこれら"本質的な自作自演コトバ"の延長線上に、桑田佳祐や奥田民生がいると、私は考える」などと論じている。
西郷輝彦は1975年の雑誌インタビューで「吉田拓郎については、曲の好き嫌いは別にして、5～6年前に、ああいうスタイルの詞の作り方……たとえばロックのリズムに日本語をのせる…メロディの付け方は、まずレコード会社が許してくれなかった。ほんとはボクも、あの手をやりたかった。うらやましかった」などと話した。
南こうせつは「僕らが『ああ夕日が綺麗だね、君のこと愛してるよ』とかという詞が多かったのに『これこそはと信じられるものがこの世にあるだろうか!?～』って初めて聴いて、そんなことを詞に平気にして歌うっていう、カッコ良かったし、ショックでした。衝撃のシンガーソングライターでした」と拓郎を評した。柴門ふみは「それまでのフォークソングとは違って絵空事ではないリアリティのある歌詞に、私たち若者の心はストレートに鷲掴みにされました」などと述べている。小西康陽は「拓郎さんの『今日までそして明日から』をはじめて聴いたときのインパクトは凄かったです。ほかの作品とは比べものにならないくらい、言葉が入ってきたんですよ。僕はザ・フォーク・クルセダーズもジャックスも岡林信康も聴いていたんですが、それらとはまったく違うインパクトがありました」と述べた。ROLLYと山本恭司は「『青春の詩』を初めて聴いた時、心の深いところに突き刺さった」等と述べている。かまやつひろしは「日本人は特にサウンド志向だから、僕なんかもサウンド志向でした。だからフォークはあまり知らなくて、60年代中頃に流行していたカレッジ・フォークが大嫌いで、いとこの森山良子に『ヤメロ』と何度言ったか分からないんです。ところが吉田拓郎さん以後のフォークの詞ってちょっとブラックでね、苦笑しちゃうような。そこに惹かれたんだな。だけどフォークがメジャーになるとは思いませんでした」と述べた。「ツッパリHigh School Rock'n Roll (登校編)」などの作者・横浜銀蝿の嵐は「一番影響を受けたのは詞の世界は吉田拓郎さん。拓郎さんの詞って温かくて好きなんだ」と述べた。鮎川誠は「高田渡や吉田拓郎や友部正人たち、フォークの人たちが日本語で歌いよるの見とってね。僕らもブルースを深くまでかじって、これを生かして日本語のオリジナル曲を作った」等と述べている。小室哲哉は「英語を使わずに自由に表現する歌詞、何もかもかっこいい」と評している。2016年今日でも「言葉の持つ力が強いフォークソング」の例えとして吉田拓郎が挙げられることがある。
ビーイングの創業者・長戸大幸は、音楽を諦めて京都でブティックを経営して、店も軌道に乗っていた23歳～25歳の時、「こうき心 '73」を聴いて、特にその歌詞に体に電撃が走るほどのショックを受け、ブティックも結婚が決まっていた女性も友達も全部捨てて、「拓郎に会いたいと、100万円と車1台だけで1974年に再び上京した」と話している。
北中正和は「バンカラタイプの歌が魅力的」と評している。
武田鉄矢は「拓郎の歌声には若者の血をたぎらすアルコールが混じっている」と評している。
拓郎は篠島ライブを控えた1979年夏の芸能誌のインタビューで、当時世間からニューミュージックが「軟弱」とか「クラい」などと叩かれていたことに腹を立て、「篠島でやるのは、一晩、誰も知った奴のいない離れ島へ来れば、少しは親や家族などの周囲との関係も変わるんじゃないかと思ったことだ。篠島って海の中の小島から日本ってモンをもう一度見直せば、考え方にも何かの変化が起きるだろう。ようは自立しろ！ってことだ。若い連中、特に男が軟弱になっちまってるコトにイライラするんだ。今のニューミュージックっていわれてる連中のコンサートだって、聴きに来てるのは圧倒的に女だろ。男はどこへ行っちまったんだよ。そうしちまったのは、ミュージシャン側にももちろん責任はある。今のニューミュージックといわれる連中の歌の世界には、"ボク"と"アナタ"しか出て来ない。"オメエラ"の世界がないんだよ。それは主張、つまり主義＝イズムが歌う側にないからだろ。イズムのない歌は演歌だよ。特に男の歌手が何で女言葉で歌うんだ？それは昔の演歌だよ。オレは聴いてられない。ニューミュージック何て名前が泣くよ。別に男だ女だとこだわるつもりはない。今はもう男も女も一緒よ。男が女性化してるんだ。だから"やさしさ"しかウケないんだな。この前『セイ！ヤング』に女の子からハガキがあって『拓郎さんのはウルサイ。最初から最後まで叫んでばかりいる』って書いてあってな。オレは納得しちゃったけどな。結局、快いやさしい声や音楽しか求めちゃいないんだ。歌には詩がある、なんてことをまるで考えちゃいないんだよ。オレは叫ぶ。それがオレの"歌"だからね」等と捲し立てた。

### 作曲法

#### 「拓郎節」とも呼ばれる個性の強いメロディライン
拓郎のフォロワーが多く現れた理由としては、拓郎の曲がとっつきやすいといわれるテンションが少なくシンプルなコード進行であり、にもかかわらず非常に個性の強いメロディラインで構成されていることが考えられる。フォークっぽい雰囲気を持ちながらポップでメロディアスな楽曲は、オリジナル・ナンバーだけでなく、アーティストへの提供曲でも拓郎節が滲み出ている。
拓郎節、拓郎調とも称される独特のコード進行については、小室等との対談や、小室哲哉との対談でその一端を言及している。
近田春夫は著書の中で、「無理のない曲で、シロウトにでも作れそうな、しかもプロを感じさせる作曲家こそ天才で森田公一と拓郎にそれを感じる」と述べている。喜多条忠は、拓郎を「当代一のメロディ・メーカー」と評価している。Charは「『Char meets ???? 〜TALKING GUITARS〜』での仲井戸麗市とのセッションで、JOHNNY, LOUIS & CHAR (PINK CLOUD) 1979年のライブ盤『フリー・スピリット』に収録されている「籠の鳥」という曲は、拓郎がよく使ったG#sus4から作った」と話している。小西康陽は、好きな作曲家として"歌謡曲作家としての拓郎"を挙げ、「一発で拓郎の曲と分かる、オリジナルのメロディを持っている、素晴らしい才能」と評している。小林武史は、「あくまでこれは僕の見方ですけど、『吉田拓郎という作曲法』の人と言っていいんだと思う。何しろ、ものすごいオリジナリティがある。詞がウンヌンより曲作りがものすごい。それは『襟裳岬』一つ取っても分かる。拓郎さんもボブ・ディランから影響されているんだろうけど、Aメロ→Bメロ→サビじゃない構成も普通にあって、"何なんだろう、あれ?"って思う」と話している。福田和也は、「吉田拓郎はメロディメーカーとしても、すごい独特。『襟裳岬』は本当に"話し出す"みたいなどこにもないメロディラインで完璧にオリジナル、山田耕筰のあとは吉田拓郎しかいないんじゃないか、と誰かが書いてた」と話している。佐藤良明は著書の中で、日本語によく馴染み、私的コミュニケーションの雰囲気を作りだす拍どりを「しゃべり拍」と名づけ、「これを1970年代の日本のうたに浸透させたのは、この拍どりを多用した拓郎らフォークシンガーの功績」と論じている。

### 歌唱法
山本コウタローは、声だけでなくビートの強さ、リズムの良さ、その上歌詞も素晴らしい一方で「イメージの詩」を歌いながら「マークII」のようなポップな曲も歌える幅の広さが衝撃的だったと話している。また自分の歌、メッセージ、スタイルを人にどう伝えられるか、どう守るかといった"自己プロデュース能力"が早くから秀でていたと話している。小坂忠や久保田麻琴、荒井由実などのバックでドラマーを務めた平野肇は、拓郎の『今はまだ人生を語らず』（1974年）のレコーディングに参加したが、「ペニーレインでバーボン」に於ける拓郎のボーカルスタイルに驚き、「こんなボーカルははじめてだった。ロックのセッションもずいぶんやったし、いろいろなタイプのボーカリストともやってきたけど、段違いのパワーを感じた。しかも日本語がこれほど突き刺さってくるという驚き。完璧にロックであり、ロックスピリッツに満ちた歌だった」と感想を述べている。原田真二は「吉田拓郎というアーティストは、時代を築いた偉大な方です。個性の強い声や歌い方、オリジナリティーあふれる音楽の世界。女性、男性を問わず幅広いファンに、時代を超えて今も支持されています。すごいとしか言いようがありません。拓郎さんは、魂の叫びを持って歌われます。"ソウルシンガー"と言ってもいいんじゃないでしょうか。黒人音楽のジャンルとしてのソウルということではなく、もっと大きな本来の意味での"ソウル"です」と評している。
織田哲郎は「日本のシンガーで声の説得力が最もあるのは拓郎さんであるというのが持論」と述べている。YO-KINGは「拓郎さんの男っぽさが魅力でした。独特の拓郎節とでもいうべきメロディー。そして、あの声はやっぱり凄いですよ。説得力というか、迫力というか。きれいに歌おうと思ってない。大声でしゃべっているような感じで歌っちゃうのが、かっこいいじゃんという啓示を受けた気がする」と述べている。小栗勘太郎は「自分の周りの極私的なことしか描いていないのに、時代の雰囲気が伝わってくる。拓郎の歌のリアリティは、虚飾を排したシンプルな歌詞が直裁に伝わる旋律と拓郎の声の合わせ技の妙」と解説している。桑原聡は、「拓郎ほど説得力を持った歌い手はほかにいない、上手下手という次元をはるかに超えた特別な歌い手である。自身の詞であろうと岡本おさみや松本隆の詞であろうと、彼がそれに潔いメロディー（ハ長調であれば、ドレミファソラシドだけでメロディーを紡ぎ、思わせぶりな半音を紛れ込ませない）を付けて畳みかけるように歌えば、その言葉は強力な説得力をもって個々の聴き手の心を揺さぶる。それだけではない。人と違う感じ方、ものの見方に価値を見いだす現代の日本人が忘却してしまった感のある『連帯』への扉を開く」等と評している。拓郎自身は「東京に出てきた時、フォークソングというブームがあって、その中に入っていたので、フォークシンガーということになっちゃったけど、本来、僕はソウルシンガーだと自負している。シャウトを大事にしている」と話している。
こうした作詞法や作曲法、テーマ設定、楽曲アレンジ、歌唱法などは、その後の日本のフォークとロックに有形無形の影響を与えることとなった。渡辺プロダクションのお抱え編曲家だった東海林修は「旅の宿」が世に出たとき、ニューミュージックのパワーより、フォークやロックを回路して滲み出てきた日本の土着性を聴き分け「豆腐と障子紙以外に、はじめて日本のオリジナルが出た」と唸ったという。ナベプロにニューミュージックのセクションが創設されたのは「旅の宿」の大ヒットがきっかけ。「今の日本の名曲は、全部拓郎さんの曲に聞こえる」などと話す古舘伊知郎は、「僕はあいみょんの『マリーゴールド』を聞いたとき、『マリーゴールド』の中に拓郎さんの『夏休み』が香ってくるのを感じたんです。全然メロディは違いますよ。例えば僕が思うに拓郎さんの種からあいみょんに至るまで、別のアーティストを経由しながら、メロディーの種が連綿と受け継がれていて、もうあいみょん自体も何も気付かずに、何か底流に流れているメロディーの源泉みたいなものが入り込んで、そこでまた芽吹いてああいう名曲が生まれたりするんじゃないか」などと論じている。2022年6月13日放送のbayfm『スージー鈴木とミラッキ大村の6の音粋』では、吉田拓郎の影響下にある楽曲を集めた「吉田拓郎のいない吉田拓郎特集」が組まれた。

### 多様な音楽ジャンルへのアプローチ
アマチュア時代は長くロックバンド（R&Bバンド）を組んでおり、ザ・ベンチャーズやボブ・ディラン、サム&デイヴ、ビートルズらを渉猟した拓郎は、フォークのみに依拠したわけではない。田家秀樹は「フォークは吉田拓郎の登場で大きく変わったと思います。拓郎の曲には、ロックもR&Bも入ってました」、高護は「吉田拓郎のサウンド・プロダクションはシンプルだったがフォーク・ロックを基調とする点で初期の岡林信康や高石友也とは明らかに一線を画していた」みのは「レゲエへの反応もおそらく国内最速レベル」などと評した。佐藤剛は「吉田拓郎や井上陽水は、ロックやR&Bの洗礼を受けた新しい時代のシンガー・ソングライターたち」と論じている。拓郎ファンのDREAMS COME TRUE中村正人は「吉田拓郎はフォークじゃない、吉田拓郎は吉田拓郎というジャンル」と論じている。多様な音楽ジャンルの楽曲制作が認められるため、元来、ポップス歌手でありフォークブームを巧みに利用したにすぎない、という論調もある。吉田拓郎が初めてアイドル雑誌に取り上げられたのは『月刊平凡』1971年1月号と見られるが、この記事に「吉田拓郎さんといっても、まだ知らない人が多いかも知れない。現在、広島商科大学に在学中の学生シンガーだ。（中略）今回のLP『青春の詩』は、作詞、作曲、ギター、歌、すべて彼ひとりの作品集。フォークとロックの絶妙なコントラストが、音楽界に新分野をもたらしている」と記述されており、吉田拓郎はデビュー時から音楽性にロックの要素が含まれていたことは、後に音楽評論家が言及しただけではなく、当時のマスメディアからも認識されていた。拓郎は「僕自身、まったくフォークに心酔してなかったのに、岡林がフォークの神様って言われてたけど、それが何か僕の方へ押しよせてきた。しかも神様じゃなくてヒーローとして。広島から出てきたわけの分からん奴が、いきなりヒーローになってしまった。僕にはフォークっていうのは胡散臭く思えて仕方なかった。でもフォーク・ムーブメント自体、僕にはおいしかったんですよ」と話し、1975年の小室等との対談では「『結婚しようよ』や『旅の宿』を作ったとき、（制作当時の）日本の音楽ファンは、耳ざわりな音より、快く耳に入ってくる音の方がいいと思った。ブラスがバンバン鳴って、エレキがギンギン入るより、アコースティックな感じで、音もなるべくシンプルにした方が、おそらく納得するだろうと思ったんだ」と述べており、「僕はバンド出身なので、バンドサウンドにすごいこだわりを持っている」と話した。
中将タカノリは「それまでのフォークは弾き語りに毛の生えた程度の音楽が多かったんですが、拓郎さんはR&Bやロック・ポップスなどの知識に長けた人だったから、音楽的にも単なる弾き語りだけじゃなくバンドサウンドにこだわり、フォークをポップスに昇華する役割を果たしたと思う」、篠原章は「『青春の詩』で試みた反体制イディオムと青春歌謡を直結させる手法は新鮮で、後のロッカーもこの手法を無意識に踏襲している」、相倉久人は、1976年6月14日、21日号の「日本読書新聞」に掲載した「日本語ロック」に関する評論で「アメリカの物まねからスタートしたフォークが、吉田拓郎や泉谷しげるたちの成功によって、ロックやソウルにさきがけて、現代にふさわしい日本語的な表現に到達した」、スージー鈴木は「吉田拓郎は二面性があって、非常にポップで都会的な曲を作って、ビートルズの洋楽性を日本の音楽界にもたらした人間でもありながら、日本の土着性を表現した曲もたくさん歌っている」、北中正和は「吉田拓郎の音楽の衝撃は、短音階の曲とロック的なサウンドを結びつけたこと」と論じている。『CDジャーナル』は、Charのシングル「気絶するほど悩ましい」（作詞：阿久悠・作曲：梅垣達志）を「いかにも70年代らしいフォーク・ロックに、いい塩梅に歌謡曲色がにじんでいる……つまり、吉田拓郎的」などと論じている。矢沢保は「吉田拓郎は、もともと真のフォークソングとは何の関係もない歌手だが、全共闘の協力でLPを出したのを出発点に、CBSソニーという大資本に乗りかえて、自分の身体もろとも、フォークソングを売り渡し、すっかり『現代歌謡曲』にしてしまった。拓郎の場合は、かつて全学連委員長だった香山健一が学習院大学教授におさまりかえって自民党の走狗になり下っているのと、あまりにも似ているように思います」と批判した。牧村憲一は「拓郎さんは大きく分けるとフォークの世界の人なんですけど、彼の果たした役割というのは、サウンドの世界とフォークの世界のちょうど中間に立ってて、両方をうまく仲介できた」と述べている。イルカは「フォークもロックも、後ろで支えていた人たちは交流がありました。初期の矢沢永吉さんのスタッフの中には吉田拓郎さんを支えていた方が入り交じっていました」と述べた。スペクトラムの元メンバーで、KUWATA BANDのリーダーを務めた今野拓郎（今野多久郎）は、「吉田拓郎の歌に出会って"男"とはこうあるべきだということを、中学生の私は初めて考え、学んだように思う。『元気です。』のアナログ盤を四六時中聴き、ギターをかき鳴らした私はその後もずっと吉田拓郎の歌を"元"に人生を生きてきたと感じている」と述べた。スージー鈴木は「あくまで個人的意見として、日本の“ロック人”を3人に絞るとすれば、吉田拓郎、矢沢永吉、桑田佳祐。そして、たった1人選ぶとすれば――桑田佳祐」と論じている。但し、「吉田拓郎は矢沢永吉や桑田佳祐の登場以上の社会的現象だった」と述べている。拓郎と陽水によって成されたフォークメジャー化の流れが、ニューミュージックやジャパニーズロックへつながっていく。
桑田佳祐は、拓郎の歌謡曲的な部分、コマーシャルソングの音作りに共感したことを曲作りを始めるきっかけとして挙げている。
1988年に拓郎の「たどりついたらいつも雨ふり」をカバーした氷室京介は、物心ついて最初に聴き始めた音楽は、洋楽ではビートルズ、日本では吉田拓郎であるとあかし、自身の中で拓郎はロック歌手であり、ボブ・ディランとかニール・ヤングとかと変わらない存在であると話している。
スピッツの草野マサムネは、バンドを一時休止するほど、THE BLUE HEARTSに大きな衝撃を受けたと話しているが
、「THE BLUE HEARTSを最初に聴いたとき、自然な日常の言葉に拓郎みたいなものを感じて、大きなショックを受けた」と話している。

### アルバム製作
ロックバンドと共同でのアルバム制作
1stアルバム『青春の詩』の製作にあたり、エレックレコードの専務兼プロデューサー・浅沼勇は自身が審査員を務めたヤマハ・ライト・ミュージック・コンテスト第2回のボーカルグループサウンド部門で優勝したマックスを起用した。
スタジオ・ミュージシャンと呼ばれるプロが歌謡曲歌手の音作りを専門としていた当時では、ひとつのロックバンドがアーティストと綿密に打ち合わせをしながら音を作っていく、という画期的なレコーディングであった。
浅沼はマックスを起用した理由について「拓郎のフォークの荒削りな良さを消さず、拓郎ワールドを創っていけるタイトなリズムを持つバンドが必要と考えた」と述べている。
アルバム・セールス時代の先鞭
1972年7月21日にリリースしたLPレコード（アルバム）『元気です。』は、フォーク系、ニューミュージック系シンガーとして、またシンガーソングライターとしてオリコン史上初の1位獲得アルバムである。それまでの1位獲得アルバムは、演歌か女性アイドルか、洋楽に限られていて、演歌以外の男性歌手としても初の1位獲得であった。アルバムが売れない時代に、1ヶ月間で40万枚（累計47万枚）を売り上げるというシングル並みのセールスを記録、オリコンアルバムチャートで14週連続（通算15週）1位を独走しアルバム・セールス時代の先鞭をつけた。アルバムがシングルレコードの寄せ集めではなく、アルバムとして一つの主張をもった作品として考えられるようになるのは、拓郎や小椋佳、井上陽水らフォークシンガーの良質なアルバムの制作と大ヒットからである。
ライブ・アルバム
拓郎が人気者になった理由の一つに喋りの面白さが挙げられる。また拓郎の独特の口調「○○でアリマス」などの言い回しもよく流行った。1973年に本格的なブラス、ストリングスを加えて行われたライブを収録したアルバム『LIVE'73』は日本のレコード史上最初の本格的なライヴアルバムともいわれる。このライブで歌われた楽曲は大半が新曲。まだステージで一度も歌ったことのない新曲をライブで披露するという試みも前例のないものであった。つまりライブ盤なのにスタジオ盤の気概を持つ。
カバーアルバム
フォーライフの危機を救うため、ボブ・ディランの『セルフ・ポートレート』をヒントに、突貫工事で制作した1977年4月25日にリリースした『ぷらいべえと』は、カバーアルバムとして男性ソロ歌手によるカバーアルバム初のオリコン1位を獲得。

### ライブ形式の確立
プロデビュー以来"ライブの拓郎"としてライブの型を日本の音楽界全体に確立させた。
コンサート・ツアー
1973年10月、タレント売り出しに何千万もかけてテレビ中心に売り込みをかける当時の業界への反発から、日本のミュージシャンで初めてPA、照明などのスタッフを帯同しての全国ツアーを敢行する。当時はイベンターという職業はまだなく、コンサートは地方の有力者などが主催し、フォークソングといわれている人たち10組とかを寄せ集め、1人10分、15分の持ち時間で歌を歌わせていた。拓郎は「主催者は音楽を分かってない。10分で吉田拓郎は分からない。そんな環境で歌えるか、最低でも2時間ぐらい歌わないと分かってもらえない」という反発心が、単独ツアーをやりたいという発想に結びついた」、「旧態依然とした芸能界とか歌謡界が日本の音楽をつくってきたとしたら、そこに一つ区切りをつけて『これからは違う』というのをやってみせたかった」と話した。当時、この手法は色々と困難であるという指摘を受けたという。実際、会場が取れないなどの軋轢も生んだが、地方の興行関係者の援助もあり、やがてこのシステムが一般的となった。このことは、従来地元の興行師が仕切って来た運営が縮小し、各地のコンサートプロモーターの誕生につながり、ぴあに代表されるチケット事業、情報サービス事業など、新たな産業を生み出した。後藤由多加は「1970年代の初めに、拓郎を中心に俺達の時代をこれからつくっていくんだと、地方のプロモーターの方々はみんな思ってくれていた」と述べている。また加藤和彦からの影響もあり、このコンサートツアーで初めて本格的なPAシステムが導入された。1973年11月26･27日に東京中野サンプラザホールで行われたライヴ音源はアルバム「よしだたくろう LIVE '73」として発売されている。
大ホール連続公演
1973年10月に神田共立講堂で2日、渋谷公会堂で同じく2日と4日連続で行われた公演も今では珍しくない大ホール連続公演の日本でのさきがけと言われる。最初は日本武道館で1日だけと考えていたが、拓郎自身が「雰囲気もいや。音楽やるのに向いてない」と武道館を嫌い、別の同一会場で、当初1週間連続を計画したが、会場の都合が付かずこのような形態になった。
元祖夏フェス
ビッグなコンサートを企画して成功させたのも拓郎が最初。
1975年8月2日〜3日に開催された「吉田拓郎・かぐや姫 コンサート インつま恋」は画期的なものだった。1985年7月27日から7月28日にかけて「吉田拓郎 ONE LAST NIGHT IN つま恋」を開催した。自身二度目のヤマハリゾートつま恋でのオールナイトコンサートで、1975年・2006年に同所で行われたコンサートがかぐや姫との共同であったのに対し、1985年は単独でのコンサートとなった。2006年9月23日、31年ぶりにつま恋でかぐや姫と「吉田拓郎 & かぐや姫 Concert in つま恋 2006」を開催した。
離島イベント
1979年7月26日〜27日に行った篠島コンサートは、一つの離島を借切るというイベントで、日本のコンサートでは史上初の試みであった。先のつま恋と合わせ、常識を覆して深夜に人を集めるという方法で成功を収めた。ゲストに小室等、長渕剛を迎え、2万4千人を集めた。デビュー2年目の長渕が一時の拓郎のように「帰れコール」を浴びながら最後までステージを押し通した話は長渕の有名なエピソードである。

### 音楽ビジネスへの影響

#### テレビ出演拒否
1972年「旅の宿」のリリース中に「テレビ出演拒否」を行った。理由は、テレビを最大限利用した藤圭子のような既成のプロ歌手とは逆の「テレビを拒否したところにいるプロ歌手でいよう!」と考えた意地だったと述べている。テレビという媒体を利用せずにのし上がったのは拓郎が初めてで、テレビサイドも対応に苦慮した。「テレビ出演拒否」は、拓郎を神格化させた大きな要素となるという見方もある。また、紅白歌合戦の出演について、NHKは1972年にアプローチしたが出演を拒否した。この年、若者に人気の拓郎に距離を置いていたNHKもにわかに注目。NHK芸能局歌謡曲担当の藤村主管は、1972年4月から「NHKの歌番組に出て頂きたい、『ステージ101』に出演して欲しい」と拓郎を口説いたが、「ついては局の内規でオーディションを受けて頂きたい」と頼んだため、以前藤山一郎に落とされている拓郎に「今更受け直すつもりはない」と蹴られた。藤村はこの年、10月31日に神田共立講堂であった拓郎のリサイタルに足を運び、ますます拓郎に惚れ込み、11月6日に拓郎の歌の入ったテープの提出をもってオーディション合格の形を整えた。折柄、紅白歌合戦のメンバー決定時期となって、拓郎に紅白出場を要請したが「"紅白"はお祭りだ、と考えようとしても無理がある。あの顔ぶれには年功序列的なものを感じるし、一種の同窓会じゃないのか。だったらぼくは同窓生じゃないから行く必要がない」と吹き、出演を拒否した。以降、ニューミュージック系の歌は紅白では聴くことができないという常識が定着した。藤村は粘りに粘り、紅白から『歌謡グランドショー』に切り替え、「企画コーナーとして5曲歌って欲しい」と提案。拓郎は「5曲なら悪くない」と出演を承諾し、1972年12月12日放送の『歌謡グランドショー』でNHK初出演した。1曲のみ拓郎の独演、4曲は井上堯之グループ（原文ママ）をバックに歌った。番組視聴率は通常の1・5倍になった。藤村は「彼は現代の英雄、フィーリングだけじゃなく、歌に対する姿勢、考え方が実にしっかりしている。歌謡曲歌手とはちょっと違いますね」と唸った。
『ゴールデン歌謡速報』（フジテレビ）出演時には、「1曲では僕が分ってもらえない」とし、3曲歌うことを条件に出演した。
歌番組への出演を拒否した拓郎のために、テレビサイドは異例のコンサート中継をオンエアした。女性誌から週刊誌、月刊誌、ゴシップ誌、新聞と取材申し込みが殺到したが、「自分のいいたいことが正確に伝わらない」とマスコミ取材拒否も行った。
「テレビ出演拒否」「マスコミ取材拒否」「人気絶頂期の結婚」など、拓郎はそれまでのタブーを破り、フォークにポリシーを持たせることで、歌謡曲とは違うという鮮烈なイメージを持たせ若者の心をとらえた。拓郎のテレビ出演拒否を受け、フォークシンガーたち、ニューミュージック系アーティストの多くが同様にテレビ出演を拒否した。これは各所属事務所、あるいはレコード会社の戦略によるものであった。拓郎のテレビ出演拒否は後のテレビ界に大きな影響を与えた。1978年から始まった『ザ・ベストテン』は、テレビに出ないニューミュージック系歌手の曲を紹介したいというコンセプトで始まった番組であったが、『ザ・ベストテン』はこれを逆手に舞台裏の事情を逐一報道、芸能ニュース番組化することで話題を呼んだ。相澤秀禎は「テレビをあえて拒否し独自の道を進んだ吉田拓郎らニューミュージック系歌手のやり方は、それを貫いたことで成功し定着した。これは多様化しはじめた宣伝作戦の方向性を指し示していたといえる」と述べている。
1986年に『メリー・クリスマス・ショー』への出演オファーがなされたが、拓郎は「司会だったらやってやるよ」の一点張りだったため実現しなかった。桑田佳祐は拓郎に歌での出演を希望していた。
1996年から音楽バラエティー番組『LOVE LOVEあいしてる』にレギュラー出演し、ジャニーズ事務所のアイドル・KinKi Kidsと共に司会を担当したことで、他のミュージシャンの歯止めが取れたという側面もあった。「出てもいい」と思った大きな理由として、かつては多かった横暴な芸能ディレクターは減り、ミュージシャンに対して理解のあるディレクターが増えたという「テレビの現場の変化」を挙げた。

#### フォークの地位の向上
フォークとロックをビジネスとして確立し、日本で自作自演の音楽を普及させる大きな原動力となる。多くの改革により、今日では「普通」となったミュージシャン像を作り上げた。
1971年10月、アーティスト主体の音楽制作を目指し、拓郎と後藤由多加が中心となってプロダクション「ユイ音楽工房」を設立した。最初に就職したエレックレコードは、専属アーティストではなく社員契約で、レコードは何枚売れても関係なしの月給制の会社員だった。初任給は3万5,000円。エレックは通信販売の会社だったため、自分のレコードを自分で梱包し宛名書きして郵送したり、レコード店へ自分のレコードを運び、店主から「そこ置いとけ」と言われたりした。ステレオなどの新商品の全国キャンペーンに帯同して、機械の前座として店頭で歌うこともあった。拓郎の作品には作詞、作曲、歌唱の印税保証はなく、後藤に聞かされ初めて歌にそういう権利（印税）がある事を知った。当時のアーティストでそうした著作権関係を知る者はおらず、会社から「お金のことを言うな」等と押さえ付けられていた時代。当時の音楽業界はレコード会社の権限が圧倒的に強く、自作自演が中心だったフォークとは無縁のようでいて、年3枚のアルバム契約の縛りや、自身の意向とは無縁のシングル盤リリースなど、対レコード会社との力関係は圧倒的にアーティストに不利だった。拓郎が1972年1月、CBSソニーに移籍した際、莫大な印税が振り込まれ驚き、アーティストの権利について初めて本気で考えたといわれる。数千万の印税には目から火が出るほどビックリしたという。さっそく近所のディーラーでジャガーを「これ頂戴」とキャッシュで購入。当時のフォークは「四畳半で歌え」と言われた時代、フォーク仲間のフリーランサーが『わたしたちの夢は』という拓郎たちをコケにした曲を発表したりした。アーティストの権利意識とビジネスとしての確立はここに端を発す。朝妻一郎は「加藤和彦さんで1番大きかったのが僕に吉田拓郎さんを紹介してくれたことです。『朝妻さん、吉田拓郎って絶対売れますよ』って教えてくれたり。加藤くんからのインプットがなかったら、僕も今みたいになってなかったことは確かです」と述べた。
難波弘之は「第3回全日本フォークジャンボリーで、吉田拓郎さんがPAのトラブルも相まって『人間なんて』をひたすら歌い続けたという逸話により、拓郎さんが岡林信康さんに代わるフォークの中心人物になっていったんです。拓郎さんがフォークジャンボリーで英雄視されたことを境にフォークが隆盛し、ロックが沈静化していったともいえる」などと論じている。スージー鈴木は「吉田拓郎の音楽生活って本当に色々なことをやって、色々なドラマがあって、浮き沈みがあった」などと、マキタスポーツは「吉田拓郎さんはプロテストソングのところから出て来たけど、芸能界の商業主義とがっちり手を組んで、ベンチャーしていくぞみたいなことを含んだ上で、世俗的なところがあった」などと評している。
1976年2月15日からTBSの「サンデースペシャル」枠で、久世光彦企画による音楽番組「セブンスター・ショー」が、日曜日の19時30分〜21時というゴールデンタイムで、7週にわたって放送され、7人（組）のトップスターがスタジオでワンマンライブを披露した。第1週の沢田研二から、森進一、西城秀樹、布施明、かまやつひろし・荒井由実、五木ひろしという並びで、拓郎はシングルリリース直後の3月28日放送で"トリ"を務め、フォークが市民権を得たことを如実に現した。マスメディアでの拓郎の露出の増大は、日本の音楽シーンでフォークの存在感を高め、音楽誌でも従来の洋楽中心から次第に日本のアーティストのページを増やすこととなった。「ヤング・ギター」初代編集長の山本隆士は「拓郎に出会わなかったら『ヤング・ギター』はなかったと思う」と述べている。「ヤング・ギター」は、拓郎の才能をいち早く認め、デビュー前から頻繁に誌面で紹介し、強力に応援した。小説家の盛田隆二は「いつか拓郎の本を作りたい」とぴあに入社し、拓郎が出演した映画『幕末青春グラフィティ Ronin 坂本竜馬』（1986年公開）と連動した『THE BOOK OF Ronin』（ぴあムック・1986年刊）を企画し編集長を務めたという。『新譜ジャーナル』最後の編集長だった大越正実は、「高校時代に聴いた拓郎のアルバム『ともだち』から自身の拓郎大バカ人生が始まり、それが高じて編集長まで務めてしまった」と話している。福島直子は拓郎に会いたいと『月刊明星』編集部に入社し、1999年に『吉田拓郎サマへの道』という書を刊行した。
拓郎を入口に音楽の世界に導かれた人物は、出版、音楽関係者、ミュージシャンなど数多いが、テレビの音楽関係者の代表的な人物がきくち伸である。

#### コマーシャルソング
ニューミュージック系歌手によるCMソング製作のはしりである。『The Music』1977年8月号のコマソン特集で「ニューミュージック界のCMソング一覧表」の始まりに富士フイルム「HAVE A NICE DAY」が記載されている。早くからCMソングを自作自演し、反商業主義のプロテストソングと一線を画した。1960年代の異議申し立ての運動と連動していたフォークにおいては、CMソングを作り歌うなどということは、商業的で否定されるべきことだった。拓郎にはそんなこだわりはなく、フォークソング対CMソングといった対立は、まったくなかった。
僕の旅は小さな叫び
CMソング第一号は1971年歌唱のみの「僕の旅は小さな叫び」。松下電器産業「Technics」の立体オーディオ「4チャンネルステレオ」(SC-1550N) の発売に伴い、当時松下電器の宣伝事業部の堀川靖晃が、作詞・山川啓介、作曲・編曲を渋谷毅に依頼してCMソングを製作することになった。本CMソングは、「僕の旅は小さな叫び」という曲であり、作詞期間4週間、制作費約100万円と当時のCMソングとしては多額の費用がかかった。
この年は他にSEIKOとタイアップシングル「サヨナラ僕は気まぐれ」（作詞・作曲・唄。B面「青春の終わり」は作詞・作曲が拓郎で、唄がピピ&コット、三越とのタイアップシングル、非売品）を手がけた他、中外製薬の『新グロンサン』のCMソングを歌い、ACC（全日本シーエム放送連盟）全日本CM フェスティバル・シンギング部門で入賞。
HAVE A NICE DAY
1972年には「旅の宿」のヒットに目をつけたフジ・フイルムが拓郎にCMソングの製作を依頼し、拓郎作詞・作曲・歌によるCMソング「HAVE A NICE DAY」を放送した（背景には1970年から国鉄の“ディスカバー・ジャパン”キャンペーンが始まっていたことがある）。彼のしゃべり言葉をそのまま生かし、歌に合わせて若者が自由にポーズをとるという内容が、この広告をヒットさせる大きな要因となった。"HAVE A NICE DAY"は流行語にもなった。『Have A Nice Day』第一弾（気ままに写そう編）に続き、『Have A Nice Day』の第二弾（天然色写真編）は、全編広島弁の歌詞で歌われており、方言で歌われたCMソングとして先駆的なものとなる。CMの作詞作曲料は85万円。
1972年、「僕の旅は小さな叫び」で前年に続きACC全日本CMフェスティバル入賞。同年、りりぃに山発産業フェミニンのCMソングを提供し、スバル・レックス（富士重工）のCMで「僕らの旅」を自作歌唱した。このスバル・レックスのCMもテレビ・ラジオで大量露出し、当初はソノシートの非売品だったが反響が大きく、後にレコード盤が製作された。
これら全てのCMソングのソノシート、あるいはレコードは、全てステレオ購入者のオマケや、懸賞のプレゼントなどの非売品で、正規にレコード発売された物はない。当時はCMソングをレコード化して商売として売り出すという発想がまだない時代であった。
これらをきっかけに企業はフォーク・シンガーをCMに起用するようになった。広告の世界とは交流のなかったフォークやロックのアーティストがCMに関わるようになったのは「HAVE A NICE DAY」が成功してからである。
小川博司は、「吉田拓郎がこの時期手掛けたCMソングはフォークの日常感覚により活性化された。逆に、商業主義的なものとは無縁の存在で、そこに自らの存在理由を見出していたフォークは、CMの世界に一歩踏み込み、ここでも方向転換をとげた。この後フォーク対歌謡曲、広告音楽対レコード流行歌といった区分は、ますます曖昧なものとなり、CMソングがレコード化されることも頻繁になった」と論じている。
桜井哲夫も、「吉田拓郎が『フォーク』と『歌謡曲』の区分を壊したこと、CMソングに進出したこと、この二つの点こそが拓郎以後を特徴づけることになった。フォーク対歌謡曲、CM音楽対レコード流行歌といった区分は揺らぎ、融合してゆくことになった」と論じている。

## 音楽プロデューサーとして

### ミュージシャン系プロデューサーの先駆
小室哲哉やつんくのプロデュース活動が活発になった頃、ミュージシャン系プロデューサーの先駆者としても紹介された。拓郎は"日本初のミュージシャン兼プロデューサー"と評される。拓郎がフォーライフを設立した理由もミュージシャンがプロデュース権を強く持つ、プロデューサーシステムの確立を目指してのものであったし、拓郎自身、プロデューサー業を手掛け始めた1972年頃からすでにプロデューサー業に対する強いこだわりを持ち、1976年の自著『明日に向かって走れ』でも、プロデューサーとは何かとの持論が長く語られている。職業作詞家との多くのコラボレーションは拓郎が初めてである。現在では見られないR&B+ 浪花節をベースとするコンポーザーである。東京で音楽活動を始めて「作曲家としてのオファーがたくさんあること」は一番“ステキ”だと心に残っていることで、「売れる売れない関係なく、作曲を人から依頼されて、その人のためにメロディーを書くのがすごく楽しかった」という。作曲だけが多いのは、曲へ思いが昂ってしまい、イメージと違うことを書いてしまいそうだと自身で分かっていたためで、そのため「作詞はしません。それで良いならお受けします」と全てのクライアントに伝えていたという。
楽曲提供だけではなく、他のアーティストプロデュースとしての最初の仕事といえるのは、同じ事務所に所属していたかぐや姫の1972年4月、実質デビューアルバム『はじめまして』と、同年7月、CBSソニーとアーティスト兼プロデューサーとして契約を結んで、個人レーベル『Odyssey』を立ち上げ、同じレコード会社ソニーの猫をプロデュースしたのが最初。
特に積極的だったのが女性アイドルのプロデュース。「東京へ出てきてからの音楽活動で何が楽しかったって、アイドルの作曲ほど楽しいものはなかった。アイドルたちと一緒にスタジオに入って作業する。『歌って、こういうふうに歌うんだよ』なんて教えるときの気持ちよさといったら、もう」等と述べている。

### 新旧の音楽界の交流の活性化
森進一に提供した「襟裳岬」の大ヒットをきっかけに渡辺晋は、拓郎の楽曲の実力を買って、キャンディーズなど多くの自社所属歌手への楽曲提供を拓郎に依頼した。渡辺プロダクションは、これを機に布施明へ小椋佳の「シクラメンのかほり」（1975年）、三木聖子へ荒井由実（1976年）の「まちぶせ」など、他社に先駆け積極的にニューミュージック系ミュージシャンの起用を行った。これ以降、楽曲を媒介にして旧勢力と新勢力の両者は交流を始め、演歌界を含む歌謡界がニューミュージック系ミュージシャンの楽曲を取り上げることがブームになり定着していった。これはニューミュージックという言葉をより曖昧なものとしてしまった原因の一つでもあるが、この後阿久悠や筒美京平のように歌謡曲側の作家が、それぞれ桑名正博、Charのようなニューミュージック側の人に曲作りをするという現象も多くなった。またCMソング作家だった小林亜星が作曲し、阿久悠が歌詞に「です・ます」調を取り入れた「北の宿から」が1976年、第18回日本レコード大賞等を受賞するというようなケースも出てきた。「襟裳岬」の前までは演歌系歌手は演歌系作家が作る、のようなはっきりした図式があった。これらはフォークが歌謡曲に取り込まれた、歌謡曲化したともいえるが、フォークがアンダーグラウンドから脱し市民権を得たともいえる。「襟裳岬」が世に送り出されていなければ、今日のJ-POP自体がかなり異なったものになっていた。「襟裳岬」は両者が邂逅した記念碑的作品であった。拓郎は同年、浅田美代子に「じゃあまたね」を小柳ルミ子にも「赤い燈台」を書き下ろし、シンガーソングライターとアイドルの蜜月という架橋を同時に築く。歌謡曲の進化をもたらした異業種混合のコラボレートの歴史は拓郎の偉業から始まる。この後、"日本初のアーティストによる"レコード会社フォーライフを立ち上げ、原田真二をプロデュースして、ロックのアイドル化、メジャー化にも貢献。
かまやつひろし
かまやつひろしとのコラボレーション、1974年、デュエット「シンシア」、1975年のオリコン1位「我が良き友よ」は、拓郎ファンだったかまやつが「一緒にやろう」と長年、拓郎を口説いて実現させたもの。
こうしたロック、演歌やアイドル歌手を含む歌謡曲、子供番組などとのコラボレーションを含めて異種組み合わせの突破口を開いた先駆者でもあった。「シンシア」は、拓郎がファンだった南沙織へのオマージュ曲で、同時代に活躍したアイドルの名前・愛称をタイトルに付けて唄うという珍しい楽曲。『ミュージックフェア』で共演もしている。
キャンディーズ
1977年、渡辺晋から「キャンディーズを大人にしてやってくれ」という依頼を受け、キャンディーズ の「やさしい悪魔」と「アン・ドゥ・トロワ」のシングル2曲を含む4曲の作曲を手がけた。
もともと拓郎はキャンディーズファンで、キャンディーズのブレイク直前に自身の番組『吉田拓郎のオールナイトニッポン』にゲストで呼んだり（1975年3月4日、ミキちゃんは風邪で欠席）、特にスーちゃんファンで、やはり『オールナイトニッポン』」にスーちゃんを単独でゲストに呼んだこともある。またキャンディーズが解散宣言をした時「アン・ドゥ・トロワ」のレコーディング中、「本当に解散するの?」と聞いたら、3人口をそろえて「申し訳ありません、事務所を通して下さい」と言われたと自著に書いている。ただし拓郎のアルバム『ぷらいべえと』のジャケットの女の子の絵は、拓郎が週刊誌で見たランちゃんを書いたと言われている。女の子は「やさしい悪魔」のジャケットのランちゃんに似ている。
「やさしい悪魔」は音域の広い難曲で、歌のうまいキャンディーズもレコーディングに苦戦した。これはキャンディーズファンだった拓郎が、レコーディングでキャンディーズに歌唱指導をしたいがために、わざと難しくしたと噂が出た。「やさしい悪魔」は、それまでのキャンディーズの清楚なイメージを一新、“デビルサイン”を含めた斬新な振り付け、“大人化計画”に応えた詞曲で、キャンディーズ最大のヒットになった（最終的には「微笑がえし」、「わな」に次ぐ3位）。キャンディーズ自身はこの曲を「私たちの代表曲」と話した。後期キャンディーズは、拓郎抜きに語れない。拓郎も「やさしい悪魔」を自身のアルバム『ぷらいべえと』で、「アン・ドゥ・トロワ」は『大いなる人』でセルフカバー、後者はキャンディーズが解散宣言（1977年7月）した直後のリリースだったため、サブ・タイトルに「ばいばいキャンディーズ」と付け、歌のラストで「さよならキャンディーズ」と歌った。
このシングル2曲の他に、「やさしい悪魔」のB面「あなたのイエスタデイ」、1977年暮れに発売された5枚組アルバム『キャンディーズ1676DAYS』に収録された「銀河系まで飛んで行け!」（いずれも『GOLDEN☆BEST キャンディーズ』に収録）を提供。なお「銀河系まで飛んで行け!」は、事務所の先輩・梓みちよが気にいり、同曲を自身が先にシングルカットしてしまったため、キャンディーズがシングルで出せなかったとされる。
1980年代の松田聖子とシンガーソングライターのコラボは、「独創的なシンガーソングライターとアイドルのコラボは予想を超えた新しい世界を生み出す」という、この拓郎とキャンディーズのコラボの方法論を踏襲したもの。
梓みちよ
梓みちよのレコーディングでは「アナタは歌がうまいから困るんです。僕としては、もっと下手に、そう、思い切って下手クソにやってほしいんです」と言うと、梓は『メランコリー』を目一杯下手クソに歌って一言、「これでいいわけ。フン、変なの、アンタたちの音楽」と言ったという。この曲の作曲は拓郎だが「緑のインクで手紙を書けばそれはさよならの合図になる」と書かれた喜多条忠の作詞もヒットした。それまでフォークの作詞家だった喜多条に「お前に歌謡曲の作詞はムリだろ?」と言う拓郎の挑発に喜多条が奮起して作詞を手掛けたもの。1976年、梓も紅白歌合戦で歌う際、この曲の短縮を要求されNHKともめたが出場した。
原田真二
フォーライフ第1回新人オーディション（1976年）に応募してきた原田真二は選考段階では不合格であったが、興味を示した拓郎が課題を再提出させ、原田の高校卒業と上京を待って1977年10月、拓郎プロデュースにより「てぃーんずぶるーす」でデビューさせた。デビューにあたり原田の部屋探しから、原田の曲作りのため松本隆や瀬尾一三を交えて合宿させたり、プロの作曲家というものが、いかに綿密な計算をしたうえで楽曲を創作しているかを説明するため筒美京平を盛んに聴かせたり、もともとギターを弾いていた原田を当時は珍しいピアノの弾き語りに変えたり、拓郎自身が始めた「ニューミュージック系の人達はテレビに出ない」という風潮の時代に、原田には一転、パブリシティのためラジオ・テレビの出演や雑誌の取材を積極的に用意した。
こうした戦略が功を奏し、シングル3曲が同時にオリコンベスト15位入り、ファーストアルバム「Feel Happy」が史上初のオリコン初登場第1位（4週連続）を獲得する快挙を達成し、フォーライフの危機をも救った。また原田はヤマハ出身の世良公則&ツイストとともに、女子中高生を中心に爆発的人気を呼び、それまでの"日本のロック系ミュージシャン"には付いていなかった女性ファンを開拓し新たな潮流を生み出した。"日本のロック"のメジャー化に多大な貢献があった。アミューズは、渡辺プロダクションを退職した大里洋吉が、原田を売り出すために設立したもの。
石野真子
石野真子については、阿久悠が他のアイドルとは違う売り方を考え拓郎に作曲を依頼した。石野はフォークソングが好きで拓郎のファンだった。「狼なんか怖くない」のレコーディングでは、唄えば唄う程上手くなると石野を徹夜で励まし、デビューに賭けたスタッフからは、レコーディングが終了すると大歓声が上がった。曲の音程の上がり下がりが難しくレコーディングに8時間かかったと石野は話している。拓郎の曲は難しいとキャンディーズも話していた。
吉田は石野真子に対して、デビューシングル「狼なんか怖くない」「ひとり娘」、2作目「わたしの首領」「いたずら」、そのほか「ぽろぽろと」、「ジーパン三銃士」（すべて作詞は阿久悠）を提供した。
なかにし礼
1977年、なかにし礼にアルバム製作を依頼し、なかにしが全曲作詞・作曲・歌唱したアルバム『マッチ箱の火事』がフォーライフから発売された。このアルバム中の「時には娼婦のように」が翌年、シングル・カットされ、なかにし歌唱の盤と黒沢年男の盤との競作となり、いづれも大ヒットした。歌詞が際どい内容で、黒沢も尻込みして嫌がる程であったが「賛同者は拓郎一人だけだった」となかにしは話している。本曲は、すべてのテレビで放送禁止扱いになるなど物議を醸した。

## ラジオ・パーソナリティとして

### しゃべり (MC) の魅力
拓郎がラジオパーソナリティを務めたのは、1971年10月14日から北山修の後任で『パックインミュージック』（TBSラジオ）の木曜第一部を担当したのが初めてだったが、この抜擢経緯がラジオパーソナリティに於いても草分けであったことを証明する。北山の後任の選定は1971年の夏の始めで、当時の拓郎はまだ存在をマスメディアにも充分知られておらず、同番組ディレクター・桝田武宗は、当初加川良を第一候補に挙げていた。ところが湯川れい子から「広島のフォーク村に、ちょっと面白い歌手がいるのよ」と示唆され、桝田は加川と拓郎の両方のライブに足を運んだ。すると喋りが全然面白くない加川に比べて、弾き語りの合間に喋る拓郎の話が爆笑で「まるでフォーク漫談じゃないか」と驚き、第3回全日本フォークジャンボリーに足を運んで拓郎のパフォーマンスを観た上で拓郎のカリスマ性を見抜いて起用を決めた。出演交渉で拓郎は、TBSという会社の企画に当て嵌められるのを拒否したため、桝田は「2時間の放送で1時間半は君の好きなように喋っていい。残りの30分は僕によこしてくれ。しかし、放送は、情報だということは頭に入れておいてくれ」などの条件で拓郎を説得した。同番組では毎回オープニングで、拓郎がギターの弾き語りで生歌を歌った。拓郎パックには皆でフォークを盛り上げようと、毎月最終週のレギュラーゲストだった小室等を始め、泉谷しげる、南こうせつ、RCサクセション、五輪真弓、あがた森魚ら多くのフォークシンガーがゲスト出演した。また拓郎の1972年のアルバム『元気です。』に収録された「春だったね」という曲は、田口淑子が同番組に送って来た詩を拓郎が気に入り、曲を付けたもの。ザ・モップスに提供した「たどりついたらいつも雨ふり」はゲストに呼んだ夜間中学生に贈るため拓郎パック生放送中に即興で曲を完成させた。
ソノシート制作のきっかけとなった1970年6月の広島フォーク村アルバム発売記念コンサートで拓郎を初めて見たという「ヤング・ギター」初代編集長の山本隆士は、「しゃべりが面白く『歌えて、しゃべりも出来る』というスタイルは拓郎が最初じゃないかな」と述べている。田家秀樹は「それまではレコード会社専属の作詞家、作曲家、歌手が音楽を手掛けるのが主流だったが、ラジオ番組がフォークシンガーたちに曲を発表する場所を提供したことで、吉田拓郎らがラジオで一時代を築いた結果、話が面白くて、曲が魅力的であれば誰でも世の中で注目を集められるようになった」と論じている。竹内まりやは「拓郎の話が面白くてラジオをずっと聞いていた。それまでラジオで話が面白い人はいなかった。そこもセンセーショナルだった」などと話している。拓郎は1970年のデビューシングル「イメージの詩／マークII」（両A面）から、ラジオの深夜放送では曲がよくかかっていた。しかし当時のテレビの歌番組は、深夜ラジオ出のお里が知れない新鋭を敬遠するようなムードがあり、テレビサイドから出演依頼の声がかかることはなかった。有名なテレビ出演の拒否は、2年後に「旅の宿」が大ヒットしたことで、それを無視できなくなったテレビサイドからの出演依頼に対する反撥であったため、それまでの拓郎は、コアなモノ好きの若者の支持を集める「深夜世界のカルト・スター」だったのである。
拓郎のファンになったきっかけとして長渕剛のようにギターやハーモニカを掻き鳴らして唄う姿に痺れたという人や、ルックスに惚れた、とにかく曲がよかったという人など色々だが、その他、コンサートでの"シャベリ"、"しゃべり"今でいう"MC"の面白さや歌唱時の声とは違う、喋るの時の低音でよく響く声の魅力を挙げる人も多い。
ホリプロで井上陽水の初期のマネージメントを担当した川瀬泰雄は『拓郎らはしゃべりが上手で、コンサートの半分はしゃべりで客をわかせたりしていた。ところが陽水はぜんぜん受けず。たまにコンサートでポツリと受ける言葉をメモして陽水に渡した。ともかく客に受けることで必死だった』と話している。
初期の拓郎の "しゃべり (MC)" は長く、持ち時間50分のステージでたった2曲を演奏し、残り40分がMCというようなこともあった。こうした拓郎の "しゃべり" を当時のアマチュアもよく真似た。この頃のフォークシンガーは自分の思ったこと、「バカ野郎、テメエ、この野郎」「テメエ、ブッ殺してやる」とか、あっさり平気で言っていた。上京直後は、酒気を帯びてステージに上がることがあり、ステージマナーが悪いと叩かれた。拓郎は1972年5月の「guts」のインタビューで「日本のフォークの連中はレコードは最高だけどステージがおもしろくない」と話しており、後年始めたコンサートツアーと共にこうしたコンサート/ライブでの演出スタイル、ステージングに於いても草分けであった。これは後、多くのレギュラーを持ったラジオのパーソナリティでさらに活かされることになる。

### ミュージシャン・パーソナリティ
1971年10月に『バイタリス・フォーク・ビレッジ』（ニッポン放送）のパーソナリティに就任したのを皮切りに、担当した多くのラジオ番組と合わせ深夜放送のミュージシャン・パーソナリティのスタイルを確立した。当時のラジオにはまだ放送作家が付いてなく、深夜放送なのに前日の夜9時にはスタジオに入り、自分で話す内容を決めていたという。
深夜放送のDJを「パーソナリティ」という呼び方に変え始めたこの頃から、各局はこぞってフォークシンガーを起用。拓郎たちフォークシンガー前までは深夜放送のDJは局アナがやっていた。これは巨大メディア化するテレビに対して、若者のパーソナル・メディアとしての存在に生き残りをかけていたラジオと、この後テレビを出演拒否する拓郎をはじめとするフォークシンガー達が、ステータスを維持するための利害関係が一致した結果であった。それは商業的にも大きな可能性を秘めた市場の開拓であった。
亀渕昭信は「深夜放送ブームと並行しまして、ちょうどフォークソングも全盛期を迎えました。吉田拓郎さん、南こうせつさん、さだまさしさん、松山千春さんといった、非常にしゃべりのうまい方をラジオのパーソナリティに起用したんですね。深夜放送ブームが去ってからも彼らの力によってラジオ番組は生き延びていったと言えるでしょう」と述べている。また、「中島みゆきさんにしろ、吉田拓郎さんにしろ、自分の内面や生き方を、ちゃんと番組の中で晒していたから、パーソナリティーとリスナーの距離が近くて濃密な関係を築けた。生き方を晒していたことが、曲づくりにもつながって、ファンもそれを支持していた。キャラクターが強く、人間性が出ていたから、長い間アーティストとしての影響力を保てた」などと評している。赤坂泰彦は「中学校の頃に、吉田拓郎さん、泉谷しげるさん、谷村新司さんなど、フォークの方々がラジオでレギュラー番組を持っていたんです。なので、世代的にラジオとフォークソングというのがリンクしていますね。喋りの面白い方たちというイメージがありました(笑)」などと話している。
『オールナイトニッポン』は、1970年代・1980年代・1990年代・2000年代・2010年代、2020年代と6つの年代でのパーソナリティを担当した。

### 楽曲のプロモーション
ラジオでレギュラー番組を持ち、ヒットを出すやり方は、その後のニューミュージック系歌手の常套手段となった。また拓郎の場合は自作曲の売り込みだけでなく、フォーク、ロック普及のため、他のアーティストを広く紹介したという功績もある。
先に挙げたようにボブ・ディランを広く紹介したという功績は大きいし、ガロの「学生街の喫茶店」やふきのとうの「白い冬」、ダウン・タウン・ブギウギ・バンドの「スモーキン・ブギ」の大ヒットは拓郎が自身のラジオ番組でプッシュしたのが大きな理由だった。

## 出演

### テレビ
- 音楽番組
  - 愉快にオンステージ（NHK総合、1989年10月23日・1990年1月29日）ホストとして出演。
  - LOVE LOVE あいしてる（フジテレビ、1996年 - 2001年3月31日）KinKi Kidsと共に司会を担当。
  - ワールドカウントダウンスーパースペシャル24時間まるごとライブLOVE LOVE2000〜世界中の子供たちに僕らが愛でできること（フジテレビ、1999年12月31日 - 2000年1月1日）KinKi Kids、篠原ともえと共にメインパーソナリティを担当。
  - 吉田拓郎〜これからも元気です（TBS、2001年2月10日）
  - 吉田拓郎デラックス（NHK BShi、2002年12月9日）
  - 拓郎マチャミのみんな歌えるスーパーヒット（フジテレビ、2003年10月12日）
  - 吉田拓郎＆かぐや姫 in つま恋2006・総集編（NHK BS2、2006年10月29日）
  - 大いなる明日へ 〜復活!吉田拓郎〜（NHK BS2、2009年3月22日）
- テレビドラマ
  - おはよう（TBS、1972年7月5日 - 1972年10月25日） - マリの兄・吉野役
  - あこがれ共同隊（TBS、1975年） - ゲスト出演
  - なつかしき海の歌（TBS、1975年9月21日） - テレビ局AD・下沢元役
  - 男なら!（TBS、1979年9月4日） - 本人役で第22話にゲスト出演。
  - しあわせ戦争（TBS、1980年10月8日） - ミュージシャン・岸本衆役として第6話にゲスト出演
  - 幕末青春グラフィティ 坂本竜馬（日本テレビ、1982年11月16日） - 高杉晋作役
  - マッハブイロク・Big大作戦（フジテレビ、2000年6月29日） - 本人役
- バラエティ
  - 地球ZIG ZAG（毎日放送、1993年4月 - 1994年3月）隊長（司会）を担当。
  - 吉田拓郎のお喋り道楽（TBS、1997年4月4日 - 9月26日）
  - T×2 SHOW（テレビ朝日、2000年10月 - 2002年9月）高見沢俊彦と共に司会を担当。
- 旅番組
  - 吉田拓郎・牧瀬里穂・ラサール石井のトキメキ心の故郷三人旅故郷・鹿児島県で思い出の地を巡る（日本テレビ、1997年11月9日） - 牧瀬里穂・ラサール石井と共演。
  - 吉田拓郎&中村雅俊・よみがえれ青春！シッチャカメッチャカ！広島の旅（TBS、1999年7月25日） - 中村雅俊と共演。
  - 吉田拓郎&中村雅俊・欲張りワガママ四国旅（テレビ朝日、2003年9月20日、2004年7月10日） - 中村雅俊・眞鍋かをりらと共演。
- ドキュメンタリー番組
  - 吉田拓郎TV特番『吉田拓郎 〜これからも元気です〜』（TBS、2001年2月10日）
  - スーパーテレビ情報最前線『吉田拓郎 「復活」への軌跡』（日本テレビ、2003年10月27日）
  - プレミアム10『今日までそして明日から〜吉田拓郎・35000人の同窓会〜』（NHK総合、2006年10月23日）

### ラジオ
- パックインミュージック（TBSラジオ、1972年4月 - 9月）[6]
- たくろうの気ままな世界（TBSラジオ、1972年10月 - 1973年5月）
- ヤングタウンTOKYO・サタデーナイトカーニバル（TBSラジオ、1980年4月 - 1981年10月）
- セイ!ヤング（文化放送、1978年4月 - 1980年3月）[6]
- セイ!ヤング21（文化放送、2002年10月 - 2003年3月）
- バイタリス・フォーク・ビレッジ（ニッポン放送、1972年）
- 吉田拓郎のオールナイトニッポン（ニッポン放送、1974年9月末 - 1975年9月末、1980年10月 - 1982年3月）[6]
- 吉田拓郎のオールナイトニッポンDX（ニッポン放送、1997年10月 - 1998年3月）
- 吉田拓郎 それイケ!（ニッポン放送、1998年4月 - 1999年3月）
- 吉田拓郎のSuper Music Stadium（ニッポン放送、2000年10月 - 2001年3月）
- 吉田拓郎とアスリートな彼女たち（ニッポン放送、2001年10月 - 2002年3月）
- 吉田拓郎 わがままベスト10（ニッポン放送、2003年10月 - 2004年3月）
- 俺たちのオールナイトニッポン40時間スペシャル（ニッポン放送、2008年2月24日）
- 吉田拓郎 残暑お見舞い申し上げます（ニッポン放送、2008年8月）
- 坂崎幸之助と吉田拓郎のオールナイトニッポンGOLD（ニッポン放送、2009年12月 - 2013年9月、2024年8月5日）
- 元気です!吉田拓郎（ニッポン放送、2010年10月 - 2012年3月）
- 吉田拓郎 ラジオでナイト（ニッポン放送、2017年4月2日 - 2019年3月31日）
- フォーエバーヤング（TOKYO FM、1985年1月 - 1988年2月）[6]
- 吉田拓郎 CLUB25→吉田拓郎 CLUB26→吉田拓郎 CLUB26プラスワン（TOKYO FM、1995年1月 - 1996年12月）

### 映画
- 女子学園　ヤバい卒業（1970年） - 本人役
- 百万人の大合唱（1972年） - 本人役
- 刑事物語 くろしおの詩（1985年） - 屋台のラーメン屋の客役
- 幕末青春グラフィティ Ronin 坂本竜馬（1986年） - 高杉晋作役
- 微熱少年（1987年） - カメラマン役

### CM
- サッポロビール「サッポロ☆ドライ」（1988年） 広岡達朗と共演
- TaKaRa「純」レジェンド（1994年）
- オートレース（1994年）
- セルラー電話（1994年）
- アサヒビール『アサヒ黒生』（1997年）
- サンヨー食品「カップスター」（1999年）
- P&G『ジョイ』（1999年）
- ユニクロ（2001年）
- 黄桜おやじ倶楽部「辛口一献」（2007年）

### NHK紅白歌合戦出場歴
| 年度/放送回              | 回 | 曲目           | 出演順 | 対戦相手 | 備考               |
| ------------------------ | -- | -------------- | ------ | -------- | ------------------ |
| 1994年（平成6年）/第45回 | 初 | 外は白い雪の夜 | 11/25  | 松田聖子 | 後半トップバッター |

## 関連書籍
- 気ままな絵日記 / 吉田拓郎著 / 角川文庫（1983年）
- 明日に向って走れ / 吉田拓郎著 / 角川文庫（1983年）
- 俺だけダルセーニョ― いまもどりたい自由な世界 / 吉田拓郎著 / 集英社（1984年）
- 自分の事は棚に上げて / 吉田拓郎著 / 小学館（1992年）
- 自分の事は棚に上げて ふたたび / 吉田拓郎著 / 小学館（1994年）
- 吉田拓郎＊お喋り道楽 / 吉田拓郎著 /徳間書店（1997年）
- もういらない / 吉田拓郎著 / 祥伝社（2002年）
- 晴れときどき拓郎 : Younger than yesterday / 吉田拓郎著 ; 文化放送「セイ!ヤング21」編 / 小学館（2003年）
- 豊かなる日々 : 吉田拓郎2003年の全軌跡 / 田家秀樹著 / ぴあ（2004年）
- 吉田拓郎 / 田家秀樹監修 改訂版 / TOKYO FM出版（2007年）
- いつも見ていた広島 : ダウンタウンズ物語 / 田家秀樹著 / 小学館（2007年）
- 吉田拓郎終わりなき日々 / 田家秀樹著 / 角川書店（2010年）
- 誰も知らなかった吉田拓郎 / 山本コウタロー著 / イースト・プレス（2009年）
- 吉田拓郎とつま恋と僕 / 木下晃著 / 講談社（2010年）

## 関連人物

### 主な共演者・サポートミュージシャン（レコーディングを含む）
| あ行 - 青山徹 - 浅川マキ - 朝倉真司 - 新井英治 - 荒井由実 - 石井宏太郎 - 石川鷹彦 - 石川鉄男 - 石山恵三 - 伊藤明夫 - 稲葉政裕 - 井上慎二郎 - 井口喜典 - 今井マサキ - 今泉正義 - 岩﨑元是 - 内山修 - エルトン永田 - 遠藤賢司 - 大嶋吾郎 - 大滝裕子 - 大西順子 - 大村雅朗 - 岡沢章 - 奥野恵 - 小倉博和 - 小田原豊 - 小原礼 | か行 - 加藤和彦 - 金沢英明 - 鎌田清 - 鎌田裕美子 - かまやつひろし - 神本宗幸 - 川上恭生（KYON） - 菊谷淳子 - 岸義和 - 木田高介 - 木戸やすひろ - 国吉良一 - 栗林稔 - 小出道也 - 後藤次利 - 駒沢裕城 - 小室等 | さ行 - 斎藤ノヴ - 坂井リエコ - 坂崎幸之助 - 佐藤竹善 - 佐藤準 - 澤田駿吾 - 重田真人 - 島村英二 - 清水信之 - 清水仁 - 陣内大蔵 - 陣山俊一 - 鈴木茂 - 砂原俊三 - 隅山時一 - 瀬尾一三 | た行 - 高中正義 - 高橋研 - 高見沢俊彦 - 田口清 - 武部聡志 - 武部秀明 - 田代耕一郎 - 館野江里子 - 田中章弘 - 田中清司 - 田辺和博 - チト河内 - 常富喜雄 - 坪倉唯子 - トータス松本 - 渡嘉敷祐一 - 徳武弘文 - 富倉安生 - 富田京子 - 鳥山雄司 | な行 - 中川雅也 - 中沢厚子 - 中島みゆき - 中西康晴 - 中村哲 - 成沢彰三 - 西川進 - 納見義徳 - 野村義男 |

| は行 - 浜口茂外也 - 林立夫 - 土方隆行 - 日野皓正 - 日野元彦 - 平野融 - Bro.TOM - 古川望 - 古川昌義 | ま行 - 松尾一彦 - 松田弘 - 松任谷正隆 - 松原正樹 - 美久月千晴 - 南こうせつ - 宮川泰 - 宮田繁男 - 宮下文一 - 村石雅行 - 村上秀一 - 森高千里 | や・ら・わ行 - 矢島健 - 柳田ヒロ - 山川恵子 - 山田秀俊 - 山中雅文 - 山本拓夫 - 湯川トーベン - よしだけいこ - 吉田建 - 吉田美奈子 - 米倉利紀 - 若子内悦郎 - 渡辺格 - 渡辺香津美 | グループ - 愛奴 - THE ALFEE - オフコース - かぐや姫 - トマト ストリングス - トランザム - 猫 - ハイ・ファイ・セット - バズ - ピピ&コット - マックス - 六文銭 | 外国人 - エリック・ワイズバーグ - ガース・ハドソン - ジェイク・コンセプション - デヴィッド・リンドレー - ブッカー・T・ジョーンズ - マーク・ゴールデンバーグ - ラス・カンケル - リーランド・スカラー |

### 結婚

#### 配偶者
四角佳子
最初の四角佳子との結婚は、拓郎が路上で4人を相手にケンカしてメチャクチャにぶちのめされたのを四角が介抱したのがきっかけ。四角との間には三度の結婚歴で唯一の子供（娘・一般人）がいる。
二人の結婚式は1972年6月、軽井沢の教会で行われたが、婚約発表も自身のラジオ番組、パックインミュージックの中だけ、マスコミの取材・会見も一切しなかった。おめでたい結婚でマスコミを拒否するということも当時の常識では考えられないことだった。当時はスターが結婚したら人気は間違いなく落ちる、というのも世の常識だったが逆に人気が上昇した。拓郎の酒癖の悪さは有名で、上京当時は酔って週に1度はケンカをやったという。離婚報告はオールナイトニッポン生放送で一方的にリスナーに報告しただけで、マスメディアの取材は一切受けなかった。
浅田美代子
二人目の妻となった浅田美代子は拓郎自身もファンで、当時21歳で人気絶頂期だった浅田を自分の持ち番組にゲストで呼び、その後結婚した。最初にこの二人の交際報道が出た時は、まだ四角との離婚は成立しておらず、この結婚には内田裕也・樹木希林夫妻の奔走があったという。
森下愛子
その後再び同じパターンで森下愛子とも結婚した。二度目のオールナイトニッポンのゲストで呼んだ時、森下は警戒し親友の竹田かほり（現在は甲斐よしひろの妻）と一緒にやって来た。森下は当時、根岸吉太郎との結婚が噂されていたが急転、拓郎と再々婚した。
「オシャレ30・30」に出演（1988年5月15日）した森下の話では、ラジオにゲスト出演した2、3年後に偶然?美容室で（当時、アンドレ・ザ・ジャイアントみたいな頭をしていた）拓郎に会って「今レコーディングやってるんで、見に来ませんか」と誘われて行ったのが付き合い始めた切っ掛けという。他に古舘の「拓郎さんみたいな人を相手にするの大変でしょう?」という質問に対して森下は「いいえ、前のお二人が角を取って下さったみたいで、今はとても扱いやすいですよ」と答えていた。これらもフォーク・ロック系ミュージシャンとアイドル、あるいは女優との結婚の先駆けであった。

#### その他
自分の持ち番組に、自身がファンのアイドル・女優をゲストで呼び、その後結婚というパターンを長渕剛が石野真子との結婚の時にした。こちらをセッティングしたのは当時、オールナイトニッポンの構成作家をしていた秋元康。ハワイの教会で行われた長渕と石野の結婚式の仲人を務めたのは拓郎と浅田夫妻（当時）であった。

### 交友関係

#### ミュージシャン
浅川マキ
浅川マキのファンだった拓郎は、アマチュア時代に広島から上京し、渋谷ジァン・ジァンで唄う浅川を見に来ていたという。拓郎のブレイク直前には二人でジョイントコンサートも行っている。写真家・TAMJIN（田村仁）が拓郎の写真を長く撮り続ける切っ掛けとなったのは、田村が撮った浅川マキのファーストアルバム『浅川マキの世界』の写真を拓郎が気に入り撮影の依頼をしたのが始まりで、中島みゆきも同じ理由。
浅川マキは著書『幻の男たち』の中で拓郎とのエピソードを書いている。1980年代半ばに雑誌で拓郎の「女ともだち」を拓郎自身が写真で撮るという企画があって、拓郎は田村と共に浅川の部屋を訪れ浅川を撮った。撮影後、拓郎が「前にこの部屋に来た、新宿で一緒に飲んだ帰りだった」といった。しかしこれは拓郎の記憶違いで、拓郎が来たのは拓郎の深夜放送にゲストで呼ばれた日の後、と書いている。
THE ALFEE
1981年、オールナイトニッポンの番組企画で、拓郎のメドレー曲の製作を依頼された"墨田川高校の拓郎"こと坂崎幸之助（覆面バンド・BE∀T BOYS）は「待ってました」「俺しかできないだろ」と、遊びで製作に励み、歌も生ギターの弾き方もMCもコピーする徹底ぶりを見せた。高校時代の青春・拓郎と仲良くなれた坂崎は、「僕のフォーク人生はこれで終わってもいい」と思ったという。この完成度から、1988年に形を変えて復活した際は大人気となり、レコード発売や全国ツアーを行った。
高見沢俊彦が、現在のようにピンでテレビやラジオに出演するのは『T×2 Show』（テレビ朝日系、2000年10月 - 2002年9月）の司会を拓郎と担当してから。それまでは積極的にテレビには出ず、出演依頼も断り、場を仕切るなど考えもしなかったが、高見沢の面白さに目を付けた拓郎から「お前はテレビが性に合う」「将来必ず財産になるから」「俺の横にいるだけでいい」などと説得されやむなく出演した。ところが進行役は全てやらされたという。しかし、今では心の底から拓郎さんには感謝している、と述べている。また高見沢の“王子”キャラは拓郎がそう呼んだのがきっかけで始めたもの。高見沢は“王子”キャラの元祖である。アルフィーにとっても拓郎はキーパーソンとなる。
飯田久彦
拓郎と同じく歌手出身のレコード会社社長経験者という共通点もあり、懇意にしている。
拓郎がフォーライフ・レコードからインペリアルレコードに移籍したのは、飯田がテイチクエンタテインメント代表取締役社長に就任したからである。また、飯田がエイベックスの取締役に就任した後、拓郎も飯田を慕いエイベックスに移籍した。
泉谷しげる
泉谷は、エレックレコードの後輩で、エレックを抜けた拓郎の代わりに売り出されたスターだった。世の中が泉谷の歌を下手だと言った時も「うまい、うまい」と褒めてくれたという。エレックが倒産しフォーライフを設立した時も、拓郎は泉谷を引き入れ、フォーライフが内部抗争を始めて泉谷が辞める時も懸命に引き留めた。
1999年のかまやつひろしの還暦を祝うパーティーで、その泉谷やユーミン、井上陽水、堺正章、桃井かおり、アルフィー、今井美樹、石井竜也、NOKKOらが集まって東京飯倉のキャンティで会食したおり、拓郎が酔って「お前らみんな音楽を愛していない」などと延々とまわりに絡むので、泉谷が「しつこいぞ」とブチ切れ、フォークを持ってテーブルを乗り越え拓郎に掴みかかり大乱闘となった。まわりの男は、堺正章や、かまやつひろしのような小僧ばかりで（拓郎談）誰も止められず、ユーミンからは「やれ!やれ!」とケンカをけしかけられるわで引くに引けず（泉谷談）、ようやく森山良子が「外でおやんなさいよ」と一喝、ケンカをやめさせた。この、かまやつひろしの誕生日パーティーで、拓郎が酔ってネチネチカラんで泉谷とケンカ→森山良子が一喝、という流れはフォーライフから泉谷が抜けた1970年代後半頃にもあり、最後のケンカの1999年以来、泉谷と拓郎は断絶状態になっていたが2011年7月、12年ぶりにラジオで再会し和解した。
忌野清志郎
拓郎は、1971年7月からライブハウス・渋谷ジァン・ジァンで定期コンサートを始めたが、当時拓郎の前座をよく務めていたのが「ぼくの好きな先生」や「2時間35分」などをアコースティックでやっていたRCサクセションだった。忌野清志郎は当時、拓郎が嫌いで出番が終わると顔も見ないで帰っていたという。拓郎は清志郎が好きだったようで、NHK-AM『若いこだま』 のDJ等を務め、1970年代のニューミュージック系ミュージシャンの売り出しに功績のあった吉見佑子が1970年代の後半、まったく売れていなかったRCサクセションの廃盤になっていたアルバム『シングル・マン』の再発に業界を奔走した時も、拓郎は「オレはRCが好きだ」と自身の番組「セイ!ヤング」でRCの曲をプッシュした。
清志郎は『LOVE LOVEあいしてる』にもゲスト出演（1998年12月5日）しており、アルバム『Hawaiian Rhapsody』で拓郎に「こころのボーナス」を提供した。
清志郎がテレビで奥田民生と初共演した時には、「オマエ広島(出身)かぁ 何だ、それで吉田拓郎に顔が似てるのかぁ〜」とムチャを言ったこともあった。
小田和正
同期でもある小田は、拓郎を盟友と呼び認めている。初めて会ったのは、コンサート会場の通路。ギターの弦が切れて予備がないため、面識のない拓郎に頼むと「あ、いいよ」と快く貰えたのがきっかけ。小田が売れたのはずっと後だが、拓郎は既に大スターだった。初期の拓郎について小田は「ラジカルなイメージだけかと思えば、実はそうではなく、すごくロマンチックでナイーブな、でも強い言葉を持ってるシンガー」と評していた。付き合いが少々濃くなったのは、前記の1982年に小田が"日本グラミー賞"を作ろうと奔走したときから。結局この構想はミュージシャン仲間の賛同が得られず頓挫したが、これは1985年、国際青年年（IYY）記念イベント"ALL TOGETHER NOW"（6月15日、国立競技場）の下敷きとなり、亀渕昭信の音頭取りもあって、これの運営に拓郎と小田は大きく関わった。コンサートのオープニングアクトでもあった拓郎のバックバンドはオフコースが務めた。
この後、1994年の長崎・普賢岳噴火災害救済コンサート（3月13日、長崎市公会堂）、「日本をすくえ'94」（8月16日、日本武道館）、1996年の阪神・淡路大震災救済支援コンサート（9月14、15日、神戸ワールド記念ホール）と、三度のチャリティコンサートを拓郎と小田、泉谷しげるで企画運営。復興支援を目的とした「スーパーバンド」の発案は拓郎という。長崎・普賢岳噴火災害救済コンサートは、ギター・泉谷、ベース・拓郎、キーボード・小田、ツインドラム・浜田省吾、大友康平が基本メンバーのスーパー・バンドを結成し、井上陽水や忌野清志郎、さだまさし、南こうせつなどのゲストミュージシャンの曲を演奏するというものだったが、即席バンドで短期間の合宿ではなかなか上達せず、どんどんコードが簡略化されて、さらに拓郎が「親しくない奴と2日以上いられない」とダダをこねたりでピンチを迎えた。しかし、なんでも弾ける坂崎幸之助がこのピンチを救い、無事開催できたという。同じ1994年8月16日には、日本武道館で「スーパーバンド」による「日本をすくえ'94」チャリティコンサートが行われた。このコンサートのドキュメンタリー番組「日本をすくえ'94」が、小田和正のナレーションで同年9月14日にテレビ朝日系『水曜特バン!』枠でテレビ放送された。この中で拓郎の傍若無人ぶりにオロオロする泉谷と小田がテレビに映し出された。長崎でやった「スーパーバンド」のメンバーが全員揃うということで拓郎は引き受けたのだが、うち数人が参加出来ないという話になって、さらに出演が確定していないミュージシャン、出演交渉もしていないミュージシャンの名前がスポーツ新聞に出てしまい、各所属事務所から苦情の電話が掛かり出演交渉が暗礁に乗り上げ拓郎が激怒、「まわりに迷惑をかけてまでやることはない」「コンサートは中止だ」などと泉谷と小田に迫った。泉谷は「オレと拓郎、小田、伊勢正三、大友康平の5人だけでもやりたい」と「何とか開催したい」という二人の意見を却下し続け、最後に小田が「流そう（中止しよう）」と言うと、それまで散々中止すると言っていたのに拓郎は「やる。俺が決めた」と言い出した。泉谷は「拓郎は、いざ練習が始まると、この曲はイヤだ、あれは歌わないって言い出す。あまりにわがままなんで、そこまで言うならオレと小田さんで会見やって武道館は中止と発表しようと。ところが、やめると言うとイヤだと言うんだよ。あれは振り回された小田さんもショックだったんじゃないか」と当時の思い出を話した。日本武道館時の「スーパーバンド」は、この後メンバーを加えたもの。こうして拓郎と小田は苦労を共にした間柄となって、打ち上げの席で酔った拓郎が小田の膝枕で寝るということもあったという。それでも泉谷は拓郎を引っ張り出して、東日本大震災支援ライブのため「スーパーバンド」を蘇らせたいという。
2000年4月3日放映の「LOVE LOVE あいしてる」にゲスト出演した際、小田は拓郎を「コイツ、コイツ」と呼び「拓郎さんをコイツと呼べる人がいるなんて」とKinKi Kidsを驚かせた。他に1994年の対談でも小田は「拓郎の曲っていうのが、近い将来、また"くる"と思う」と話している。
2013年12月25日放映された、小田がMCを務める『クリスマスの約束』（TBS）に拓郎が初出演し、小田は「1970年代、多くの若者が背伸びして何かを求めていたあの時代、歌には強いメッセージが求められていました。そこに、カリスマと呼ばれるシンガーがいました」と拓郎を紹介した。
かぐや姫
山田パンダは師と仰ぐ拓郎を年上と思っていたが、年下と分かり、デビュー時に自ら一歳さばを読み、拓郎と同学年としてきた。彼をずっと同い年だと思ってきた拓郎は会うたび「おい!馬鹿野郎!」と呼び続けてきた。パンダは、30年以上たった2005年に還暦を迎えた際、年齢詐称していたことを公表した。2000年に、かぐや姫が22年ぶりに再結成したのは、1999年の「南こうせつ サマーピクニック」で、井上陽水とゲスト出演した拓郎が、南こうせつと伊勢正三を見て「陽水も俺もいる。何でかぐや姫がいないんだ?」と、山田パンダを無理やり東京から九州まで呼びつけたのがきっかけだった。
まだ3人が高円寺の風呂のない部屋に3人別々に住んでた時に、拓郎はすでにスターになっていて豪華マンションに住んでいた。3人は「神田川」みたいに拓郎のマンションの前を通って風呂屋に本当に行っていたが、ある日、拓郎がベランダで長い髪なびかせて、朝ブローをしてるのを目撃し、山田パンダは「あんなマンションに住んで、朝ブローして。あれが夢だ、こうせつ」と南こうせつにプレッシャーをかけていた。また、かぐや姫の最初のアルバムに拓郎が参加したが、かぐや姫のアルバムなのに3人の写真より拓郎の写真のほうが大きく掲載されており、「吉田拓郎プロデュース」という字が大きく載っていた。
加藤和彦・安井かずみ
加藤との出会いはラジオが先で、1971年、拓郎がセルフプロデュースしたアルバム『人間なんて』のレコーディングに加藤を起用した。これは木田高介の紹介だったと思うという。このレコーディングで加藤は、拓郎が知らなかったボトルネック奏法やジェームス・テイラー奏法などを披露し拓郎を驚かせた。このアルバムの制作に先立ち、拓郎がスリーフィンガーで作った「結婚しようよ」を「パックインミュージック」で弾き語りで流したところ、大きな反響があり、シングル化の予定をしていた。ところが、この「結婚しようよ」の弾き語りバージョンは「今日までそして明日から」によく似ていて、「同じだとつまらない、何か他のアレンジはないか」と考えていたため、この「結婚しようよ」や「どうしてこんなに悲しいんだろう」「自殺の詩」などの編曲（アレンジ）を加藤に頼むことにした。
加藤はまだ売れていなかった頃の拓郎を認め、大切なギター (GIBSON J-45) を15万円で譲った。この2人は非常に仲がよかった。
小田和正が、1982年に"日本グラミー賞"を作ろうと奔走し、六本木で拓郎やユーミンや矢沢永吉、さだまさしらを集めて飲み会をした時、加藤が「拓郎は生意気なのは許せるけど松山千春が生意気なのは許せない」と怒って帰ったというエピソードがある。
安井かずみとは、加藤と知り合う以前から付き合いがあり、仕事を一緒にしたのは、1973年の猫の「戻ってきた恋人」の作詞を頼みに行ったのが最初。拓郎は安井に気に入られ、柳田ヒロ、加賀まりこを交えた4人で毎晩、六本木のディスコに行っていたという。安井の自宅は「川口アパート（プール付き）」（川口松太郎が造った高級マンション）と呼ばれ加賀まりこ、野際陽子、コシノジュンコや当時のトップモデル・シャロン宮田、ナンシー村井ら多くの業界人が集った。そこは大使館のような世界で、拓郎はカルチャー・ショックを受けた。誰にも紹介してもらえず、「絶対に東京に負けてはならない」との思いをさらに強くした。同業者だった安井には「あなたたちが来てから日本はすごくつまらなくなった」「芸能界はもっとチャーミングな世界なの！ジュリーを見倣いなさい！」「あなたの詩って男のエゴばかり、女のことなんか何も分かってない」等と言われ大ゲンカとなり泣かれて、「拓郎にいじめられた」と言い触らされたこともあったという。
安井と加藤が結婚してからは家族ぐるみで付き合いがあり、1986年には、安井と加藤のプロデュースによりアルバム『サマルカンド・ブルー』を出した。ただ、拓郎はこの二人の作品は自分のイメージと違うので、本当はやりたくなかったが、「NYでレコーディングするから」「（拓郎が好きな）ホイットニー・ヒューストンに会わせてあげるから」などと口説かれて仕方なくやったと話している。そのときは結局、シンディー・ローパーに会わされて終わった。
1994年に安井が亡くなり、拓郎は「安井の言葉はとても響き、すごい大事な人を失った感じがある」と述べている。1年後に加藤が中丸三千繪と再婚してからは、拓郎は加藤とは疎遠となり、以後は、全く付き合いがなかった。これは加藤が中丸のために、安井に近かった人を意図的に遠ざけたためである。加藤と付き合いはなくなっても拓郎は、「若者たちが自分の手でつくる『日本の若者のポップシーン』の先駆けとなったのは、フォーク・クルセダーズであり加藤和彦に間違いない」と、まわりに話し続けていたという。
2009年10月、加藤和彦が亡くなった後、拓郎は「坂崎幸之助と吉田拓郎のオールナイトニッポンGOLD」で加藤を追悼し、加藤との思い出を話した。
かまやつひろし
拓郎は、「東京へ来てから女、アルコールなど軟派系の遊びは全部かまやつさん。今日の僕があるのは、かまやつさんのおかげ。身体はガタガタですけど」と言う。かまやつは、当時流行の最先端を行っていた業界人らと付き合い、拓郎を安井のマンション「川口アパート（プール付き）」等、そういう人達が集う場所に連れて行った。
KinKi Kids
KinKi Kidsとの出会いは音楽バラエティ「LOVE LOVE あいしてる」（1996年 - 2001年）での共演がきっかけで、度々テレビやラジオで共演し、プライベートでも交流をするほど仲良くなった。「LOVE LOVEあいしてる」で、KinKi Kidsへのギター指導を企画されたときは全くその気にならなかったというが、彼らが休憩の合間の時間に階段で一生懸命練習しているのを見かけ、それ以来熱心に指導したという。番組の企画を通じて二人のギター・作詞法・作曲法は数年かけながらも徐々に上達していき、2000年には堂本光一作曲・堂本剛作詞・吉田拓郎プロデュースのシングル「好きになってく 愛してく」を発売するまでに至った。「オレがギターをマジで教えた弟子」と話している。
堂本光一は「拓郎さんとの出会いが音楽を教えてくれた」「番組で拓郎さんに、いきなり『曲を作れ!』と言われて。初めて作った曲を持っていったときに『よく作ったね』って言ってくれたのは、今も忘れない」「拓郎さんは俺たちに『あ、自分にも、曲が作れるんだ』って思わせてくれた」「今、俺が曲を作っているのも、あの当時のことがキッカケ。たぶん、あの出会いがなかったら、今まで作った曲たちも生まれていなかったと思うよ」等と話している。
堂本剛も「自分の思ったことを歌詞にしてメッセージとして投げるという男の人生を目の当たりにして、音楽の自由を感じた」「拓郎さんと出会ったことにより楽器を弾くことにも繋げて頂いた」等と話している。
小室等
最も古くからの盟友といえば小室等であるが、1970年前後のフォークの状況として70年安保に呼応した反体制フォークの全盛があり、これに対して小室は「すねっかじりのドラ息子のごとく自らを甘やかしてきた連中「ほとんどのフォークの連中が自分のことを棚に上げ、分かりもしないのにプロテストだとかメッセージだとか言ってお説教がましい歌を歌うだけ」などと不満を持っていたため、当時売出し中の拓郎の「第2回マンスリー・コンサート」（1971年2月19日、新宿安田生命ホール）に足を運んだ。そこで他のフォーク歌手にはない拓郎の押しつけがましくない表現に感銘を受けファンになり、以降交遊を続けている。
武田鉄矢
拓郎に憧れて上京し、エレック・レコードに入った。ところが入った途端、拓郎はCBSソニーに移籍してしまった。付き合いが始まったのは、だいぶ後の武田が映画を撮り始めてからで、1982年からの映画『刑事物語』の主題歌「唇をかみしめて」を拓郎が手掛けたり、1985年、映画『幕末青春グラフィティ Ronin 坂本竜馬』に拓郎は高杉晋作役で出演した。これは坂本竜馬を演じた武田が「ずっと背中を追いかけてきた拓郎に一回、こっち側を向いて勝負して欲しい」と相手役として遮二無二拓郎を説得したもの。最初は「お前、頭からアブラをかぶっているのか?頼むから近づくな!」と酷く嫌われていたという。また武田は拓郎を高杉晋作役で起用した理由について、「拓郎の声はアジテーターの声であり、たった一声で千とか万の若者が後について行くような声。それは高杉晋作もそんな声だったんじゃないかと思うという持論で、俳優では出せないと思い拓郎にお願いした」と説明している。
武田はテレビドラマへの進出について「僕は吉田拓郎さんみたいな歌手になりたかった。でも、どうあがいてもなれなかった。それで仕方なく横に流れたんですね。それはテレビに出るということだったんです」と話している。
中島みゆき
中島は拓郎を尊敬しており、彼女の楽曲に数曲、拓郎調の楽曲があるといわれることもある。1980年8月10日、NHK-FMで『拓郎105分』という特番が放送された。この番組は長年（プロデビュー10周年）音楽業界に貢献してきた拓郎を讃え、他のミュージシャンが拓郎に感謝状を贈るという内容であった。この番組で、学生時代に拓郎の追っかけをしていた中島みゆきが、拓郎のことを「よた、よた」と呼んでいた。与太者の意味か与太郎の意味か、または、「よしだたくろう」の姓と名の頭文字（「よ」と「た」）を取った呼称であるという説もあるが理由は不明。
拓郎も中島を尊敬していると公言している。彼女のライブでバックミュージシャンとしてギターを弾きたいと数年前からオファーしているが実現しておらず、彼女がオールナイトGOLDにゲスト出演した際に直接オファーを試みたが、ライブの間じっと演奏してられるかなど質問返しされて結局YesともNoとも答えてもらえなかった。拓郎によると「どうしても『悪女』を歌う中島みゆきのバックでギターを弾きたい」らしい。この時のゲスト出演について、中島に「瀬尾さんが行くって言うから来た」とコメントされると「なんだよそれー！」と拗ねていたらしい模様が放送された。拓郎は、自身のソングライティングが不調に陥った1995年、中島に直に楽曲提供を依頼。拓郎が詞曲の両方を他人に依頼したのは初めてのことで、拓郎からの注文は「夢のない遺書のような曲を」であったが、中島はこの注文に「これを（拓郎の）最後の曲にはしない」という条件で楽曲提供の依頼を引き受けた。渡された曲が「永遠の嘘をついてくれ」で、全く逆の疾走感に溢れる実年ソングとなった、両方のファンから様々な憶測をよんだ。2006年のつま恋コンサートで、シークレットゲストとして登場した中島がこの曲で拓郎とデュエット、このコンサートの名シーンの一つとなった。
長渕剛
長渕剛が本格的に音楽の道を志すきっかけになったのは、フォークコンサートでトリを務めた拓郎の歌を聴いて大きなショックを受けてからで、「拓郎はカッコ良かった。オレたちの世代にとっては、みんなの憧れだった」と話している。長渕が最初にユイ音楽工房に所属したのは拓郎がいたからである。
1979年に愛知県篠島で行われた拓郎のオールナイトコンサートに出演した長渕が、拓郎ファンから「帰れコール」を浴びながらも歌い続けたエピソードはよく知られる。長渕は「あのステージがなかったら今はなかった」と話している。
ただ、1994年に長渕と桑田佳祐が揉めたときは、拓郎は桑田の方の肩を持つ発言を行い、長渕をトーンダウンさせた。2012年の拓郎の3年ぶり復活ライブの最終日（NHKホール）の際には自ら拓郎の楽屋を訪ね、久々の再会を果たしている。そのことが後日、坂崎幸之助と吉田拓郎のオールナイトニッポンGOLDで語られた（その場には山下達郎＆竹内まりや夫妻や南こうせつもいたらしい）。
桑田佳祐・原由子
桑田佳祐は1985年の著書『ロックの子』の中で、「フォークは大嫌いだったが唯一、拓郎が好きだったのは、拓郎の歌謡曲的な部分だった、拓郎のコマーシャルソングの音作りに共感したことが、自身が曲作りを始めるきっかけ、拓郎を聴いて『これなら曲が作れる』と思った」などと述べており、1980年8月10日にNHK-FMで放送された『拓郎105分』では、一番影響を受けた拓郎の曲として「Have a Nice Day」（1972年富士フイルムCMソング）を挙げた。1985年のサザンオールスターズのアルバム『KAMAKURA』には、拓郎からの影響を思わせる『吉田拓郎の唄』という楽曲を収録している。2003年夏に拓郎が癌治療で休業中には、『吉田拓郎の唄』の批判めいた歌詞部分を大幅に変更、拓郎をより賛美する内容にしてライブで歌唱し、遠い地から拓郎にエールを送った。拓郎は、2008年2月24日の「俺たちのオールナイトニッポン40時間スペシャル」の放送で療養中、桑田から復帰を願いギターのテレキャスターを贈ってもらったエピソードを披露した。桑田も、同年3月11日の「桑田佳祐のオールナイトニッポン」で、その経緯について触れ「ふらっと入った楽器店にあったギターを見た時、拓郎さんがバーンと浮かんだ。拓郎さんにこれを弾いてもらいたいと思った」「高校の頃、色んなフォークが流行ってたんだけど、拓郎さんだけが輝いて見えた。私が今ここにいられるのも拓郎さんが物凄く大きな切っ掛けになっている」などと話した。1986年ごろに拓郎の自宅へ招かれ、酔っぱらって無断でビートルズのピクチャーレコードを持ち帰ってしまい、のちにこのことを後悔し前述のフェンダーテレキャスターを送る共にそのピクチャーレコードを拓郎本人に返したが、レコードについては拓郎が「君とのいい思い出にしよう」という理由で送り返したというエピソードがある。
一方の拓郎も桑田及びサザンオールスターズの才能や影響力を称えており、良好な関係が続いている。
原由子も拓郎の大ファンで、中学の時、深夜放送で拓郎の四角佳子との結婚宣言を聞き、布団で泣いたという。
浜田省吾
広島フォーク村時代からの先輩・後輩である浜田省吾とは、師弟関係にある。拓郎は、1970年にプロデビューして上京した後も、広島フォーク村のイベントなどに出演するため、度々帰郷。この頃は、スーパーの階段の催し場やレコードショップの横、などで歌うこともあった。こうした折に付いてまわったのが浜田で、空港までの送り迎え等も浜田の仕事であった。浜田らが「愛奴」を結成してCBSソニーのオーディションを受ける際も拓郎の自宅を訪れ相談。「愛奴」プロデビュー前の1974年、拓郎の全国ツアーのバックバンドに「愛奴」を起用し浜田はドラムを担当した。「愛奴」の起用はザ・バンドに断られたため回ってきたもの。拓郎はツアーの直前にボブ・ディランとザ・バンドのコンサートをロサンゼルスまで観に行き、そこでザ・バンドを真ん中に、ディランがステージの端で歌うステージングに驚き、同じように「愛奴」を真ん中に、拓郎が端で歌うというステージングをやったが、浜田のドラムがヘタ過ぎて目立ち、同じようには出来なかったという。
浜田は、1997年に拓郎の50歳を祝って拓郎のデビュー曲「イメージの詩」をカバーした（拓郎自身も、コーラスとアコースティクギターで参加している）。ちなみに1985年に開催された『吉田拓郎 ONE LAST NIGHT IN つま恋』でもドラムでゲスト参加していたりと、長きに渡って交流を持ち続ける。
松本隆
職業作詞家としてデビューしたての松本隆にCBSソニーの、これまた若いディレクター/プロデューサーだった白川隆三から担当の新人歌手・太田裕美売り出しのため作詞依頼がきた。これに拓郎は「お前ら（太田+松本+白川のトリオ）は売れない」と酔って松本に毒付いた。結局このトリオ+作曲家・筒美京平での4曲目のシングルが大ヒットした「木綿のハンカチーフ」で無事拓郎を見返せた。太田は拓郎をいっぱいいじめたという。
拓郎はその後、原田真二の売り出しに松本隆を起用した他1978年、初の二枚組アルバム『ローリング30』制作にあたり、ほぼ全曲の作詞を松本に依頼し二人で箱根の山に篭り、一人の作詞家との完全な共作がどれ程のものになるのか、という試みを行っている。松本はこの時の拓郎との共同作業を通してより物語性を深め、1980年代にアイドルのヒットメーカーとして本格的に花開くことになる。松本にとってもマイルストーン的な作品となっている。
森山良子
森山は、まだ無名時代の拓郎を自身のラジオ番組（キョーリン・フォーク・カプセル、ラジオ関東?）に度々呼ぶなど、拓郎を可愛がったという。
森山は1971年から1972年にかけて結婚、長女（森山奈歩）出産のために休養した。そのブランクのために1973年はパッとせず。この時代になると拓郎らシンガーソングライターが台頭してきて当時、"歌謡曲歌手"というイメージがついていた森山は、アルバムが売れない状況になっていた。1974年の賛美歌アルバムの完成と「ある日の午後」のヒットで盛り返した森山に1975年、「襟裳岬」を大ヒットさせた拓郎が前記の恩を返す形で「歌ってよ夕陽の歌を」を提供。曲もヒットしたことで森山のイメージは再び"フォークの女王"に戻った（同曲でNHK紅白歌合戦に出場）。
山下達郎・竹内まりや
山下達郎は拓郎について「僕と拓郎なんてある意味、今の音楽界で両極端、対極じゃないか」と過去に発言している。山下は拓郎がプロデュースした1975年のTBSドラマ『あこがれ共同隊』の主題歌「風の街」に、山田パンダのコーラスとしてレコーディングに参加した。この時、拓郎にそのコーラスの歌唱指導をされて以来、拓郎とは一回も口を聞いたことがないと話していた。
2012年8月13日の「坂崎幸之助と吉田拓郎のオールナイトニッポンGOLD」で、坂崎から「拓郎さん、日本ではどんな音楽が好きなんですか？」という話題が出た中で、「みんな意外なところでね、俺、山下達郎とか好きなんだよ、あいつのボーカルが好きなんだよ、達郎の声とか(彼の)奥さんの竹内まりやの声は、かなり俺（胸に）クるんだな。あそこの夫婦のファンだね。これ、このラジオで本邦初公開だけど」と告白した。この発言がきっかけとなり、同年10月1日の同番組で、お互いソロアーティストとしての立場で初共演を果たした。この放送で山下は"私的吉田拓郎史"を言わせてもらえば2時間は喋れると話し、18歳の時、東長崎のレコード店でアルバイトをしていた時、ちょうど拓郎のアルバム『元気です。』（1972年）が出た頃で、その『元気です。』とカーペンターズの「ア・ソング・フォー・ユー」の2枚が飛ぶように売れて10枚問屋に注文しても1枚しか来なかったという思い出や、前述の「風の街」のレコーディングで拓郎に歌唱指導された話、その時のしこりで1975年のつま恋にもコーラスとして参加を要請されたが「絶対イヤ」と断った話などをした。拓郎の方はそんな話はまったく知らず、山下を認識したのは1980年代になってから、毎年行くハワイで「LOVELAND, ISLAND」（1982年）を聴いて、こんなウェストコースト風サウンドを歌いこなせる日本人ボーカリストがいるのか、と感激したのが最初と話した。ちなみに、この日の出会いがきっかけとなり、番組後には互いのメルアド交換をし、夫妻ともどもメールするほどの仲になっている。
2013年6月24日には竹内が「坂崎幸之助と吉田拓郎のオールナイトニッポンGOLD」に単独出演し、番組内で拓郎の名曲「どうしてこんなに悲しいんだろう」を竹内のアレンジにより3人で演奏した。

##### その他ミュージシャン
イルカは、2007年他界した夫の神部和夫ともども、最も古くからのフォーク仲間で全国をドサ回りした間柄。当時は2人が所属したシュリークスが非常に人気があり、拓郎のほうが前座だった。神部はいい声の持ち主だったが、拓郎が出てきてから「もう自分がうたっているような歌の路線はこれからはダメだ。綺麗にうたっていくんじゃなくて自分のメッセージをガンガンうたっていく世の中に変わったな、これからは俺の時代じゃない」と話していたという。イルカがソロデビューして曲作りを始めた時、拓郎は自宅の居間で親身になってアドバイスしたという。シュリークスの持ち歌で、イルカのレパートリーでもある「クジラのスーさん空を行く」は、神部の詞、拓郎の作曲。
古井戸の金崎芳樹（加奈崎芳太郎）が1971年8月頃、エレック・レコードに入社が決まり、一度会社に挨拶に行こうと事務所を訪ねると、部屋の隅でダンボールの梱包をしているオジさんと、奥の机で電話している拓郎がいて、拓郎に「社長さんはどこですか?」と聞いたら梱包をしているオジさんが社長で、拓郎は電リクをしていた。加奈崎も仲井戸麗市も、拓郎さんには可愛がってもらいましたと述べている。
1971年11月6日、慶應義塾大学で行われたコンサートは、俗に「慶應三田祭事件」と呼ばれる。これは頭脳警察伝説として有名だが、はっぴいえんどの事務所と確執のあった頭脳警察が観客をアジりながら、えんえんと演奏を続けて居座り、次に出たはっぴいえんどの大滝詠一が「前のバンドが僕らのぶんもやってくれたので」と言ったため観客が反撥、石の飛ぶ中1曲だけ「はいからはくち」をやって帰ってしまったもの。その次の出番だったのが拓郎で、一人で全部を受けとめる羽目となり、ビール瓶が飛んで来て1曲も演奏できないまま引き下がった。このことを全く知らなかった大滝は後で拓郎に「お前らよお、あれ、あの後も観客を静めるのに大変だったんだぜ、俺は」と散々言われたという。拓郎は頭脳警察にも憤慨していたが、その後、PANTAと話す機会を得て好意を持ちパックインミュージックで『頭脳警察セカンド』からシングルカットされた「いとこの結婚式」という拓郎のヒット曲を意識したような曲をプッシュしたり、頭脳警察をゲストで呼んだりしたがこの曲はヒットしなかった。
小室等が1972年頃、グループを組もうと女性ボーカルを捜してりりィを決めかけていたが、その後りりィは長い旅に出てうやむやに。りりィはあの時、連絡がついていたら「今頃は私が拓郎と結婚してたんじゃないかな」と話している（小室と拓郎が非常に近い関係のため）。
丸山圭子は1972年、コンテストで優勝するとCBSソニーとエレックレコードからスカウトが来た。当時ソニーは郷ひろみや天地真理らがいてばりばりアイドルの時代。普通だったらソニーを選びそうだが、エレックは拓郎がいて、まわりから（これからは）シンガーソングライターみたいに曲をつくりながら歌っていったほうがいいよと言われてエレックに入ったという。しかしまもなく拓郎はソニーに引き抜かれる。
山本コウタローは1973年、一橋大学卒業時に「たくろう・スーパースター」という拓郎をテーマにした卒論を書いた。しかし内容に不満が残ったため、プロデビュー後、鹿児島や広島にまで足を運んで取材し、2年後に出版したのが「誰も知らなかったよしだ拓郎」という題名の本である。"現役ミュージシャンが書いた現役ミュージシャンの伝記" という非常に珍しい本で特にアマチュアだった広島時代について詳しく書かれており、拓郎について書かれた文章の多くは、かつてはこの本を参考にしていた。何故、吉田拓郎でなければいけなかったかについては、日本の音楽を変えていく、次の世代に大きな波及力を残していくアーティストは、吉田拓郎以外には考えられなかったと述べている。
加川良との交遊。→「加川良の手紙」。この他、加川は拓郎の「金沢事件」を揶揄した『2分間のバラッド』という曲を作っている。
井上陽水と石川セリが出会ったのは、石川と松任谷由実がゲストで出ていたラジオの生放送（TBSラジオ、林美雄のパックインミュージック、1975年11月26日）のスタジオに、石川のファンだった陽水と拓郎が酔って乱入したのが最初。陽水は「あの時、オレたちは赤坂でウロウロしてて、拓郎の頭の中に"今日はユーミンがラジオに出てる"というひらめきがなければ、まったく違った人生をオレは歩いていたでしょう」と話している。
NSPが高専仲間の3人組となったのは、拓郎が1971年に組んだ3人組のミニバンドの路線を狙ったのがきっかけ。NSPは当初ロック志向であったが、フォークブームでロックがまったく受けず、フォークグループに転換した。オリジナルを作り始める前のレパートリーは拓郎の曲が中心だったという。NSP1973年のデビューアルバムに収録された「僕の夏休み」というオリジナル曲に"ギターを弾いてマークツーを二人で歌うはずだったのに"という歌詞が出る。きくち伸はその歌詞に出てきた「マークII」ってどんな曲なんだろう?、と本屋で調べて、よしだたくろうを知り、以降拓郎を追いかけるようになったと話している。
岡本おさみの詞を使うことになったのは、岡本からの売り込みによるもの。岡本との曲作りは手紙や電話でのやりとりで、プライベートでのつき合いはほとんどなかった。岡本が送ってきた詞に数年後、拓郎が曲を付けて世に出ることがあったという。「襟裳岬」に関しては、拓郎にかなり歌詞を変更されたため共同作業だったと思うと岡本は述べている。
1970年代半ばに、よくペニーレインなどで拓郎と飲んでいたガロの大野真澄は、拓郎から「一人でやれ、一人でやれ」といつも言われていたため、ガロの解散、所属レコード会社の倒産もあって1976年、フォーライフ入りした。この頃大野は、新曲より水原弘や服部メロディなど、昭和の歌謡曲のカバー・アルバムを作りたかった。ところが当時は全編カバー集を作っても売り方がわからない時代、スタッフから「そんなの作ってどうするの?」と言われ実現しなかった。ところが翌年1977年、拓郎が有名なカバー・アルバム『ぷらいべえと』を出したため大野は「別に僕のアイデアを使ったとは思わないけどね」と述べている。1976年、ペドロ&カプリシャスに在籍時の髙橋真梨子と酒を飲み、ソロになると聞いて盛り上がり、「一緒にやろうよ」などとフォーライフに来ないかと熱心に口説いた。拓郎の自宅近くまで二人で歩き、高橋は「フォーライフに入る」と約束した。ところがその後高橋が所属した事務所が、レコード会社はビクターと決めていて「お願いしますフォーライフで」と頼んでも社長から「ダメ！」と言われ、それっきり縁がなくなった。拓郎は「それはビクターに行かれてよかったと思います。フォーライフに来てたらえらいことになってた」と話した。
松任谷由実は、デビューしたての頃（その当時の姓は「荒井」） "女拓郎" と呼ばれたため、それまで聴いたことがなかった拓郎の曲を聴いた。感想は、「私のやったことは拓郎やかぐや姫とは違う。私のつくった曲は今までにない新しいものと思った。拓郎らの音楽とは違う、これを区別する例えとして"四畳半フォーク"って言葉を自分が考え出した」と自著で主張している（ただし、「四畳半フォーク」という言葉自体の用例は松任谷由実以前から確認できる。四畳半フォーク#初期の用例を参照）。松任谷正隆は、1971年の拓郎のアルバム『人間なんて』にミュージシャンとして参加しプロデビューした。
中村雅俊とは、1975年『俺たちの勲章』の挿入歌「いつか街で会ったなら」のレコーディング以来の付き合い。『俺たちの勲章』は、中村主演の『われら青春!』と同じプロデューサーで、気心知れていたため、大ファンだった拓郎に音楽を頼めないかと、中村がプロデューサーにお願いしたもの。中村雅俊がニューミュージック寄りのイメージがついたのは拓郎の楽曲提供が切っ掛けだった。「拓郎は憧れ以上の存在だった」などと中村は話している。1999年7月25日には『吉田拓郎&中村雅俊の蘇れ青春!広島の旅!』という番組がTBSで放送された。
矢沢永吉とはキャロル時代から付き合いがあり、矢沢はソロデビューした1970代後半に、フォーライフの社長となった拓郎にマネジメントのことを聞きに夜よく電話してきたという。こうした関係からか、当時は拓郎以上にテレビもラジオも出なかった矢沢が拓郎のラジオ「セイ!ヤング」（1979年7月7日放送）と「オールナイトニッポン」（1981年6月6日放送）の2度ゲスト出演した。「オールナイトニッポン」では、拓郎が矢沢を「永ちゃん」「永吉君」「永吉」「オマエ」（矢沢も拓郎を「拓郎」「オマエ」（矢沢が年下））と呼んだ。
拓郎に憧れ多大なる影響を受けたと語る所ジョージは、『LOVE LOVEあいしてる』に三度ゲスト出演した。1997年11月29日に初めてゲスト出演した際、拓郎の曲の中で「恋の唄」が好きだから、もう歌わないならを自分が作詞・作曲したことにさせてほしい、その代わりに自分の曲を10曲あげる、と交換条件を申し出た。「恋の唄」は、拓郎自身も一番好きな歌と公言していたが、所の申し出を承諾し、所はお返しに「精霊もどし」という、グレープの「精霊流し」をパロディにした曲を渡した。二度目のゲスト出演した際、所は、自分が作った曲のことを「拓郎さんもすごい歌を作りますね」とネタにして笑わせた。後に、この曲を、所に返した。所は「恋の唄」の2番を書き加えた曲を、1999年、自身のアルバム『洗濯脱水』に収録している。所はJASRACに登録されている作詞者・作曲者名も書き換えようとしたが、認められなかったという。所は拓郎曲のパロディ楽曲を複数発表している（『LIVE 絶滅の危機』）。
元19で現3B LAB.☆Sの岡平健治の父親は、拓郎らと広島フォーク村に参加したミュージシャンであった。広島フォーク村の実質の活動期間は2年程であったが、1978年に第II期広島フォーク村として再び活動を行った。この時に参加したミュージシャンには上綱克彦（元柳ジョージ&レイニーウッド）や原田真二、村下孝蔵らがおり、広島フォーク村の拓郎の一応の後輩となる。
拓郎のフジテレビ系音楽番組「夜のヒットスタジオ」への初出演は1980年6月30日。その約8か月前の1979年11月12日に出演が予定されていたが、直前になって曲目等の件でスタッフと折り合いがつかなくなりキャンセル。この時に拓郎の代役として「夜ヒット」初出演を果たしたのが、まだレコードデビューして間もなかったCHAGE and ASKAであり、この出演を機に一気に彼らの知名度が上昇し翌80年の「万里の河」大ヒットの土壌が育つこととなった。彼らも拓郎、陽水を聴いていた世代。飛鳥涼は「いまだに陽水さんに会うと緊張するし、拓郎さんに至っては話もできない」と話している。
「テレビ出演拒否」のきっかけを作った布施明からは、30年後に正式に謝罪を受けた。ただし最近も布施サイドから曲の依頼があるが「俺は絶対に書かない」と言っているという話もある。また2006年、つま恋の復活コンサートの大成功で、この年の『紅白歌合戦』の目玉とも言われた拓郎が出場を辞退したのは布施が出るからとも言われた。
松山千春は「拓郎が嫌い」とラジオや自著で発言。これを聞きつけた拓郎も「松山が嫌い」と発言する事態となり、犬猿の仲ということになっていた。2000年7月29日に「LOVE LOVEあいしてる」に松山がゲスト出演。並んで座ったが2人の会話はなく拓郎は終始無言で、松山の独演会となった。拓郎嫌いの理由については、岡林信康が好きだったが岡林のあと、拓郎派と加川良派に分かれ、加川良のほうが好きになったため、好きの反対なら「拓郎→嫌いだろ」と説明した。松山以外にも拓郎は「LOVE LOVEあいしてる」、注目の第1回放送（1996年10月5日）のオープニングで、唐突に「さだまさし嫌い」と発言した。1997年9月20日放送の同番組で、さだまさしがゲスト出演したとき、拓郎はさだが嫌いな理由を「ヴァイオリンを弾くから」と説明している。
高橋ジョージが最も影響を受けた番組は、拓郎が司会を務めていた「バイタリス・フォークビレッジ」（ニッポン放送）という。このラジオとは別に、テレビに出た拓郎がレコードとはまったく違うアレンジで「旅の宿」を弾くと頭の中が真っ白になるほどのショックを受け「こんなスゴいことができるなんて...これはギターを買わないとダメだ!」と急いで通販でギターを買ったのが本格的に音楽を始めた切っ掛けという。
篠原ともえとは、「LOVE LOVEあいしてる」で共演する前に、番宣番組で共演しているが、篠原の濃いキャラに嫌悪感を抱いた拓郎は完全無視を決め込み、それでもめげない篠原に「なんだお前!?触るんじゃねぇ!!」と激怒し、追い払った。さらに「LOVE LOVEあいしてる」に篠原もレギュラー出演することを聞いた拓郎は、「アイツが出るなら、俺は番組を降りる!!」と断言。しかし、それを知らない篠原は、ほぼ毎日のように拓郎と接触し、何とかして仲良くなろうと思っていた。その努力が実ったのか、拓郎の口から「お前はウルサイけど、いないと寂しい。」との言葉が出て以来、仲が深まるようになった。ちなみに篠原は拓郎のことを「音楽の大先生」として尊敬しているが、初めて会ったときにブチ切れされた時、篠原は「もう芸能界で生きていけない」と思ったらしい。
YO-KINGは拓郎ファンとしてよく知られ、私設のファンクラブにも入っていたという。YO-KINGは「僕の世代には、拓郎さんをそんなに聞き込んだ人はいない。だから、そこがおもしろがられているんだと思います。それでデビューから20年以上もやってこられたんじゃないかと思います」などと話している。YO-KINGも一番好きな曲という「流星」を2001年にカバーしている。
元レミオロメンの藤巻亮太は、落ち着く時間は「吉田拓郎の曲を聴いている時」と話している。
あいみょんは、2001年の映画『クレヨンしんちゃん 嵐を呼ぶ モーレツ!オトナ帝国の逆襲』のエンディング近くに流れた「今日までそして明日から」を聴いてファンになったという。

#### ミュージシャン以外
明石家さんまは拓郎の大ファンで、さんまが音楽番組「LOVE LOVEあいしてる」に出演した（1996年11月9日）のは拓郎が司会だったから。拓郎の凄さをもうひとつ理解していないKinKi Kidsに、拓郎の素晴らしさを一生懸命説明したという。この後、拓郎が『さんまのまんまスペシャル2001』（2001年12月28日）にゲスト出演したのも、さんまからの強いオファーがあったため。さんまは「"イメージの詩"を人生の教科書とし（拓郎をまねて）ハイライトを吸って生きてきた。今はマルボロですけど」と話し、自身がカラオケで歌うのは「イメージの詩」ぐらいという。ところが拓郎は「体のこと考えて軽いフロンティアに変えたんですよ」「僕の作る歌、全部ウソだから。信用してる人がおかしい」などと話し、さんまと拓郎ファンをがっかりさせた。
志村けんとよく飲み、電話で呼び出せる仲良しだった。志村の著書のあとがき・解説を拓郎が書いている。
爆笑問題の太田光は「泣ける名曲」として拓郎の「流星」（1979年）を挙げている。太田は拓郎に会って「この曲は僕の曲にしてください！」って頼んだら、拓郎に「そういえば武田鉄矢もおんなじようなこと言ってたな」と言われたという。「流星」は「時代を越えて愛され続ける名曲」と評される。歌詞は拓郎の唯一の子供である四角佳子との間にできた娘のことを歌ったものといわれている。拓郎自身も思い入れのある曲といわれ、ステージで涙ぐんで歌えなくなったこともあるといわれる。ピースの又吉直樹は、創作活動の原点となるほど拓郎から影響を受けたと話しており。リットン調査団の水野透も拓郎の大ファン。他にダチョウ倶楽部も拓郎ファンという。
古舘伊知郎は「拓郎さんに私の青春の骨柄を作ってもらった。拓郎さんとともに中高生きてきたくらい。大好きだった。教祖でした。もう僕の脳内に拓郎さんのメロディーラインの骨格が染みついてるから、今の名曲は全部拓郎さんの曲に聞こえる」などと話している。
秋吉久美子は1972年高校三年生の時、将来を決めかね追い詰められた気持で夜中、ラジオで拓郎の深夜放送を聞いていると、拓郎が夏休み1ヶ月で四国に行って『旅の重さ』を作るのでヒロインを募集する、と言うのを聞き、"ああ、ちょうど夏休み1ヶ月間か、どっかに行っちゃいたいなあ"と思いオーディションを受けたのが芸能界入りしたきっかけだったという。秋吉は"あたしは岡林信康、吉田拓郎、泉谷しげる、などで育った"と話している。秋吉のデビュー作・映画『旅の重さ』は音楽を拓郎が担当した。拓郎はこの『旅の重さ』のヒロインオーディションに審査員として参加したが秋吉に最低得点を付け、高橋洋子には気づかなかったと話している。
高橋洋子も拓郎のファンで、同じ日の放送を聴いてオーディションに応募した。
仲村トオルは、将来の目標が見出せなかった大学時代の夏休みに、友人に誘われて行った拓郎の1985年のつま恋オールナイトコンサートに感銘を受け、俳優として生きていくと決意したという。
江口寿史は「マークII」（1985年）という拓郎に心酔する高校時代の自身を描いた短編を書いており、拓郎から大きな影響を受けたと述べている。レコード・コレクターズ増刊「日本のフォーク／ロック アルバム・ベスト100 1960-1989」で、拓郎のアルバム『元気です。』を私のベスト1に挙げ、「レコード・コレクターズでは拓郎の評価が低い。ほぼ黙殺に近い」と、同誌に対する皮肉を述べた上で、「このレコードとの出会いがなかったら今の自分はないという意味で断然1位であります」と話している。
柴門ふみは「ある世代の人々にとっての美空ひばり、ある世代の人々にとっての石原裕次郎が特別な意味合いを持っように、私たちの世代にとってのその人は、よしだたくろうである。たくろうが衝撃だったのは、そのストレートなダミ声と、かわいい笑顔であった。それまでのフォークシンガーの貧乏臭い顔（岡林信康とか高石ともや）と比較して、まるで太陽の明るさの邪気のない笑顔であった。オカッパ頭の、人なつっこい丸顔のたくろうに、当時の女の子はみんなシビレたのだ。駄々っ子のようなたくろうのダミ声を復刻版で久しぶりに聴き直す。すると、当時私のまわりにいたボーイフレンドの誰よりもたくろうを愛していたことを確認した。徳島時代の同級生の男の子たちの誰も現在の私の作品に影響を与えていないが、たくろうの歌のいくつかは、私ののちの作品につながるものを感じさせてくれる」「『イメージの詩』に14歳の私のハートは打ち抜かれました。毎日毎日聞き続け、その言葉は40年たった私の体の芯の部分に残っていて、今でもふとした瞬間に立ち上がってくることがあります」などと話している。
漫画家では他に喜国雅彦、業田良家らが拓郎の大ファンで、喜国は拓郎のカバーバンド「マサ拓Z」としても活動している。業田は「拓郎さんを通じて表現する喜びを知ったことが、創作の原点」と話している。
みうらじゅんの名前がひらがな表記なのは、吉田拓郎の初期の名義が「よしだたくろう」だったことに由来している。みうらが50代半ばにしてまだロン毛にしているのも、あの頃の拓郎さんを引きずっているからという。みうらは拓郎の初エッセイ集「気ままな絵日記」がバイブルといい、自身の文体はどんな文豪より拓郎の影響を受けていると話している。「拓郎さんはすごかったですね。別格でした」「女の子に自分がモテないので、モテてそうな人を探し、拓郎さんの真似をした」などと述べている。みうらは「昔は吉田拓郎に憧れて、髪の毛のばして、ギターを弾くってのが大概のルールだったんですけどね。それはスチャダラパーあたりでなくなっちゃった」「80年代は吉田拓郎さんの話を熱く語るのって絶対ダメだったね。何だか話しちゃマズイような雰囲気があった。やっと出来るようになったのは真心ブラザーズの倉持君からですよ」と解説している。みうらもえのきどいちろうも「拓郎さんを選んでなかったら、今の仕事はしていない」などと話している。
泉麻人も、今の仕事をするキッカケを与えてくれた一冊は、拓郎の著書「気ままな絵日記」で、「こういうエッセーみたいな文章なら書ける」「こんな本だったら出してみたい」と思ったと話している。
中学時代の中森明夫は「オールナイトニッポン」の拓郎の扇動にすっかり感化され、「つま恋オールナイトコンサート」は、その拓郎から招集をかけられたようなものだったと話している。行くか行くまいか最後まで迷ったが、18歳未満の終夜観客は不可とのお達しが出たことで断念したという。中森にとって「東京は、拓郎らフォーク歌手やアイドルが棲む街」で、つま恋の行われた1975年に初めて上京し、原宿のペニーレインなどにも行き東京を感じた。「1975年に上京していなければ、私は表現者になっていない」と話している。中森は拓郎を「かつて体制と闘った若者のカリスマが、時代を経て、今や老いた団塊の星として病と闘っている」と述べている。
森達也も拓郎の深夜放送を夢中になって聴いたという。
拓郎と矢沢永吉ファンという重松清は「拓郎や矢沢は、地方に住む僕たちに『上京の物語』を与えてくれた」と話している。映画「恋妻家宮本」は重松の「ファミレス」であり、映画の中で拓郎に言及する真面がある。映画「恋妻家宮本」の挿入歌（エンディング）は「今日までそして明日から」で、出演者全員で歌唱する場面がある。雑誌「すばる」2010年3月号では拓郎にインタビューを行い、ディープな内容を聞き出すことに成功している。
箭内道彦は、松山千春や吉田拓郎に憧れ、中学二年からギターを始めたという。
任天堂の専務取締役情報開発本部長でゲームクリエイター・宮本茂は、大学時代に拓郎にハマったと話している。
桑原聡は「拓郎と同じ時代を生きることができた幸運を抱きしめなくてどうする、そんな思い」などと述べている。
2013年、サッカー日本代表の内田篤人が「拓郎の曲を聴き込んでいる」との新聞記事を読みCDを大量にプレゼントした。内田の一番好きな拓郎曲は「外は白い雪の夜」という。
若い世代のファンとしては、親の影響でファンになったという奈緒、扇久保博正らがいる。扇久保は「コンサートの古い音源から何からオークションで買いまくる拓郎マニアで、「他の吉田拓郎ファンには負けないです」と豪語している。
この他、江田憲司、高須基仁、佐々部清、逢坂誠二、森永卓郎、山本一力、木村匡也らが、拓郎から特に大きな影響を受けたと話している。